# Geschichte der Landwirtschaft in der Schweiz
Dieser Artikel behandelt die Geschichte der Landwirtschaft in der Schweiz.

## Vorgeschichte (bis 1850)
Die Bedeutung in vielen Regionen des schweizerischen Mittellandes war über Jahrhunderte geprägt durch die Dreizelgenwirtschaft. Diese dreifeldrige Fruchtwechsel gliederte sich wie folgt:
1. Jahr: Winterung; Wintergetreide (meist Dinkel[1])
2. Jahr: Sommerung; Sommergetreide (meist Hafer[2] oder Gerste)
3. Jahr: Brache

In jeder Zelge besass der einzelne Bauer seinen Acker. Es handelte sich nicht um einen Arbeitsverband von Bauern, sondern um eine Dorfgemeinschaft.
Die Dreizelgenwirtschaft liess eine intensive Viehhaltung nicht zu. Die gemeinsame Weide auf der Brache, der ungedüngten Allmend und den Stoppelfeldern sowie die mangelhafte Winterfütterung boten nur ein karges Futter. Jahrhundertelang wurden Waldbäume entastet, Lebhäge „auf den Stock gesetzt“ und die blattreichen Zweige auf den Lauben als Winterfutter aufgehängt und getrocknet. Nicht zu Unrecht sprach man später von Waldvernichtung, Waldmisshandlung oder Waldschinderei. Hochwald, wie wir ihn heute kennen, war selten vorhanden; buschförmige Vegetation herrschte vor. Die Landwirtschaft erstarrte in der Dreizelgenwirtschaft. Mit der landwirtschaftlichen Nutzung hat sich die Biodiversität mit Beginn der Waldrodungen seit Jahrhunderten laufend erhöht, etwa durch neue Wiesen, Weiden, Obstgärten und Hecken. Die Trendwende erfolgte ab Mitte des 20. Jahrhunderts.:S. 107
In der 2. Hälfte des 18. Jahrhunderts setzte im Mittelland die erste landwirtschaftliche Revolution ein und zog sich bis in die Mitte des 19. Jahrhunderts hin. Für die Landwirtschaft bedeutet das 18. Jahrhundert die Morgenröte einer neuen, besseren Zeit. Junge Landedelleute nahmen die Bewirtschaftung ihrer Landgüter selbst in die Hand und suchten die Landwirtschaft, insbesondere die Viehhaltung, zu heben und zu fördern. Die Fesseln der Dreizelgenwirtschaft wurden gesprengt. Man begann mit der Stallfütterung, der sorgfältigen Lagerung von Mist und Gülle und baute auf der früheren Brachzelg Kartoffeln und Futtergräser (Luzerne, Klee) an. Die Allmende wurde parzelliert und unter den Bauern aufgeteilt. Ein neues Ziel trat in den Vordergrund, nämlich genug Vieh zu halten, um das eigene Land mit ausreichend Hofdünger zu versorgen. Einer der Miststöcke, Lebhäge und den vermehrten Ackerbau propagierte war der Arzt Laurenz Zellweger, ein Mitglied der Naturforschende Gesellschaft in Zürich. Während der Hungerkrise 1770–71 verbreitete sich der Kartoffelanbau zusehends. Mitten in dieser Entwicklung brach 1789 die Französische Revolution aus. Man war aufgeschlossen für Neuerungen.
1816 war das Jahr ohne Sommer. Infolge kam es erneut zu Missernten und Hungersnöten und einer grossen Auswanderungswelle, mitverursacht durch Konjunktureinbrüche in der Textilindustrie. Zu Beginn des 19. Jahrhunderts setzte sich Johann Rudolf Steinmüller für die Gründung einer landwirtschaftlichen Gesellschaft ein, welche für den Kanton St. Gallen 1818 ins Leben gerufen wurde und als deren erster Präsident er von 1819 bis 1835 tätig war. Ab 1820 wurden Fleischbänke durch grosse städtische Schlachthäuser ersetzt.:S. 224 Die im 19. Jahrhundert neu aufkommenden Talkäsereien verwerteten Milchüberschüsse und die dabei anfallende Molke ermöglichte zusammen mit Kartoffeln eine vermehrte Schweinehaltung. Die Konkurrenz zwischen Alp- und Talkäsereien, welche sich bereits seit Ende des 18. Jahrhunderts abzeichnete, verschärfte sich in der ersten Hälfte des 19. Jahrhunderts rasch. 1842 wurde Oswald Heer erster Präsident des Zürcher Landwirtschaftlichen Kantonalvereins. 1844 wurde der Bauernverein Graubünden gegründet. Im gleichen Jahr begann Rudolf Maag in Dielsdorf mit der Herstellung von Knochenmehldünger. Um 1850, als die Kartoffelfäule grosse Teile der Ernte vernichtete, kam es erneut zu einer Auswanderungswelle.

## Gründung erster Bildungs- und Kontrollstationen (zwischen 1850 und 1880)
In der zweiten Hälfte des 19. Jahrhunderts mussten die Menschen lernen, sich den Erfordernissen einer Industriegesellschaft anzupassen. Völlig neue Technologien veränderten ihren Alltag und die Naturwissenschaften boten ganz andere als die bisher geltenden Erklärungen für die Lebensvorgänge und die landwirtschaftliche Produktion an.
Mit dem 19. Jahrhundert beginnen in der Schweiz daher auch die Versuche kantonale landwirtschaftliche Lehranstalten ins Leben zu rufen. Mit der neuen Bundesverfassung des Jahres 1848 beginnt sich auch in der Schweiz der moderne Wohlfahrtsstaat zu entwickeln. Die Staatsrechnung der Fünfzigerjahre weist die ersten, allerdings noch sehr bescheidenen landwirtschaftlichen Subventionen aus. Diese Bundesbeiträge ab 1851 wurden ohne gesetzliche Umschreibung hauptsächlich an die landwirtschaftlichen Hauptvereine ausbezahlt.
Bis um 1850 versorgte sich die überwiegende Mehrzahl der Haushalte durch Subsistenzwirtschaft. 1851 wurde der Konsumverein Zürich gegründet und 1853 die landwirtschaftliche Schule Strickhof. Auf Initiative der Ökonomischen Gesellschaft Bern, wurde 1860 die Ackerbauschule Rütti in der Gemeinde Zollikofen gegründet. Die Chemische Düngerfabrik in Marthalen begann im gleichen Jahr Phosphatdünger aus Knochenmehl und Superphosphat herzustellen. Auch die Mechanisierung der Landwirtschaft setzte in dieser Zeit ein. Die zweite Agrarrevolution dauerte ungefähr von 1850 bis 1950. Zur Förderung der Alpwirtschaft wurde 1863 der Schweizerische Alpwirtschaftliche Verein gegründet.
Bis in die Mitte des 19. Jahrhunderts musste die Schweiz ihr Brotgetreide selbst anbauen. Die Hauptaufgabe der Landwirtschaft sah die Obrigkeit in der Selbstversorgung der Feudal und Stadtstaaten mit Getreide. Erst um 1860 fing man an, grössere Mengen von Getreide aus den Donauländern (Ungarn, Russland) und später auch aus Übersee (Amerika) zu importieren. Dieser Vorgang wurde durch die Entwicklung der Eisenbahn und von Dampfschiffen begünstigt. Das billige Getreide aus den USA führte in den 1870er Jahren zu einer Agrarkrise, was rund ein Viertel der Bauern wegen der Zinslast in den Konkurs trieb. Dies löste bei den verbleibenden Landwirten eine Umstrukturierung vom Getreidebau zur Milchwirtschaft aus, wofür sie auf neue Kredite angewiesen waren. Diese Zeit war auch durch die sogenannte Kartoffelschnapspest geprägt, welche jedoch noch lange anhielt.
1865 wurde Wander gegründet, 1866 die Anglo-Swiss Condensed Milk Company und Nestlé. 1868 begann die Juragewässerkorrektion. Ab den 1870er setzte die Agrarpolitik des Bundes ein, um zunächst die Rationalisierung der Produktion zu fördern.
Seit 1871 können an der ETH Zürich Agrarwissenschaften studiert werden. Die drei ersten Professoren wurden Adolf Kraemer, Anton Nowacki und Ernst Schulze. Im gleichen Jahr begann auch die Fabrique d'engrais chimiques in Freiburg mit der Herstellung von Superphosphat. 1872 trat das erste Bundesgesetz zur Bekämpfung der Viehseuchen in Kraft und der Bundesrat rief die Abteilung Viehseuchenpolizei ins Leben. 1874 gründete Conrad Schenkel in Elsau die erste moderne landwirtschaftliche Genossenschaft. 1878 wurde das Eisenbahn- und Handelsdepartement in Handels- und Landwirtschaftsdepartement umbenannt, welchem 1881 die Abteilung Landwirtschaft angegliedert wurde. Die Landwirtschaft und die Ernährung folgten immer mehr den Gesetzen der Globalisierung.
1880 wurde der Höchststand beim Hopfenanbau erreicht. Im gleichen Jahr nahm die Schweizer Hagel-Versicherung ihren Anfang.
In diesen Zeitraum wurden auch zahlreiche Viehschauen ins Leben gerufen, beispielsweise in Stein, Urnäsch und 1885 in Gais.

## Geburtsstunde der Forschungsanstalten (1874–1914)
Der erste Schritt des schweizerischen Bundes hin zu landwirtschaftlichen Forschungsanstalten war der Ausbau der ETH Zürich, wo 1878 die beiden ersten Eidg. landwirtschaftlichen Versuchsanstalten entstanden: die Schweiz. Samenkontrollstation und die Schweiz. Agrikulturchemische Untersuchungsstation. Beide Stationen wuchsen sehr rasch. Vor allem die Samenkontrollstation entwickelte sich zu einem Institut von Weltruf. Ihr Gründer, Friedrich Gottlieb Stebler, leitete sie 42 Jahre lang geschickt und erfolgreich. Untersucht wurden Dünge- und Futtermittel, Böden, Milch, Weine, Hofdünger usw. Einen Schwerpunkt bildete die Weiterentwicklung von Analysemethoden. Dies war der Ausgangspunkt zur späteren Gründung des Standorts Reckenholz der heutigen Forschungsanstalt Agroscope Reckenholz-Tänikon ART. Allerdings wurde der zweite Standort, Tänikon TG, erst 1969 eröffnet, damals als Forschungsanstalt für Agrarwirtschaft und Landtechnik. Neben der Agrikulturchemischen Untersuchungsstation der ETH Zürich, sorgten auch die landwirtschaftlichen Genossenschaften für einen regen Absatz der Handelsdünger. Die Einfuhren stiegen in den folgenden Jahrzehnten immer weiter an.
Ende des 19. Jahrhunderts wurden die Westschweizer Reben von Krankheiten heimgesucht. Dies war die Geburtsstunde der Waadtländer Rebenforschungsstation im Jahr 1886 und schliesslich auch der Eidgenössischen Forschungsanstalt in Changins, die durch die Fusion der Eidg. Forschungsstation für landwirtschaftliche Chemie (1886 gegründet), des Eidgenössischen Saatgut-Kontrolllabors (1898 gegründet) und der Eidgenössische Rebenforschungsstation (1915 gegründet) entstand. Die Versuchsanstalt für Obst-, Wein- und Gartenbau in Wädenswil existierte bereits seit 1890. 1902 übernahm der Bund diese Anstalt. Diese beiden Standorte, Changins und Wädenswil, fusionierten etwas mehr als hundert Jahre später zur Forschungsanstalt Agroscope Changins-Wädenswil ACW.
In Liebefeld, Bern, liess der Bund am Ende des 19. Jahrhunderts einen Versuchsanstalts-Neubau mit Vegetationshalle und Versuchskäserei errichten. Die Gebäude wurden 1901 bezogen. Liebefeld wurde damit Standort für die folgenden drei Anstalten: die Versuchsanstalt für Agrikulturchemie, die Schweizerische milchwirtschaftliche Versuchsanstalt und der Gutsbetrieb für Bewilligungen zum Vertrieb landwirtschaftlicher Hilfsstoffe mit Zentralverwaltung. Aus dieser Zentralverwaltung der schweizerischen landwirtschaftlichen Versuchs- und Untersuchungsanstalten ging die Forschungsanstalt für Nutztiere hervor. Sie verlegte 1974 ihren Standort nach Posieux. Die Standorte Liebefeld und Posieux fusionierten genau hundert Jahre nach der Gründung zur Forschungsanstalt Agroscope Liebefeld-Posieux ALP. 1899 bis 1906 war Eduard von Freudenreich (Vater von Michael) Leiter der bakteriologischen Abteilung in Liebefeld.
1874 fiel der Bundesbeschluss zur Errichtung des eidgenössischen Fohlenhofes in Thun für die Aufzucht von Zuchthengsten der Freiberger-Rasse. 1927 kamen zehn Stuten dazu und der Fohlenhof wurde zum Eidgenössischen Gestüt. Ab 1998 heisst er Schweizerisches Nationalgestüt. Seit 2009 gehört er zusammen mit Agroscope Liebefeld-Posieux ALP zur Einheit ALP-Haras.
1884 erfolgte der Bundesbeschluss über die Förderung der Landwirtschaft. Dazu geführt hat eine Motion von Nationalrat Andreas Rudolf von Planta aus dem Jahr 1879, welche das Ziel der «Hebung der Landwirtschaft» und insbesondere zur Unterstützung von Massnahmen zur «Verbesserung des Bodens» (vgl. Meliorationen) vorsah.
1885 hatte der Dinkel beim Wintergetreide noch einen Anteil von 33 Prozent. In jenem Jahr wurde die Landwirtschaftliche Schule Cernier gegründet, 1886 die erste landwirtschaftliche Fachschule in einem Gebirgskanton in Graubünden und die landwirtschaftliche Schule Plantahof im Churer Rheintal. Ebenfalls 1886 wurde der Verband ostschweizerischer landwirtschaftlicher Genossenschaften (VOLG) und Henckell, Zeiler & Cie (Hero) gegründet. 1887 wurde in Genf die Gartenbauschule Châtelaine gegründet. Im selben Jahr wurde als Dachverband der regionalen milchwirtschaftlichen Vereinigungen der Schweizerische Milchwirtschaftliche Verein (SMV) gegründet. 1889 gründete Johann Jenny den Verband landwirtschaftlicher Genossenschaften des Kantons Bern (VLGB). 1890 wurde der Verband Schweizerischer Konsumvereine, 1892 die Berneralpen Milchgesellschaft und der Schweizerische Geflügelzuchtverband. Im selben Jahr wurde die erste Zuckerfabrik der Schweiz eröffnet, welche aber mangels Zuckerrüben wieder schliessen musste.
1893 wurde die Eidgenössische Volksinitiative «für ein Verbot des Schlachtens ohne vorherige Betäubung» angenommen. Seither ist das Schächten von Säugetieren in der Schweiz verboten.
1893 folgte (auf den Bundesbeschluss über die Förderung der Landwirtschaft von 1884) das Bundesgesetz über die Förderung der Landwirtschaft. Die Subventionen stiegen zwischen 1893 und 1935 von 1,3 Millionen Franken auf 3,9 Millionen.
1895 wurde die 1. Centralschweizerische Natur-Milch-Exportgesellschaft durch 21 Genossenschafter der Käserei Hochdorf gegründet und 1899 in Schweizerische Milchgesellschaft (heute Hochdorf Holding) umbenannt. 1896 wurde der Verein Schweizerischer Käsehändler gegründet, 1897 der Schweizerische Bauernverband (SBV) und 1898 die Zuckerfabrik Aarberg. Die Zuckerrübenfläche um das Jahr 1900 betrug laut Schätzung rund 500 Hektaren. 1899 wurde in Zürich das erste Egli-Reformhaus eröffnet und die LV-St.Gallen gegründet. Im gleichen Jahr mussten wegen der Maul- und Klauenseuche 30'000 Tiere gekeult werden. 1900 wurde die Gartenbauschule Châtelaine vom Kanton Genf übernommen. 1905 wurde die MIBA Genossenschaft gegründet und die beiden Konkurrenten Anglo-Swiss Condensed Milk Company und Nestlé fusionierten zur Nestlé und Anglo Swiss Condensed Milk Company. 1906 wurde in Niederlenz die Schweizerische Gartenbauschule für Töchter gegründet. Das Küherwesen wurde etwa noch bis ins Jahr 1900 betrieben.
Um 1900 gab es beim Steinobstbau Probleme mit der Schrotschusskrankheit. Lediglich der Aprikosenanbau hat sich im Wallis seit der Rhonekorrektion, durchgesetzt.
Die 1907 gegründete Organisation Zentralverband schweizerischer Milchproduzenten (ZVSM) vertritt als nationale Dachorganisation in der Schweiz zusammen mit ihren regionalen Mitgliedsorganisationen die Interessen der Schweizer Milchproduzenten. Im selben Jahr gründeten 62 Genossenschaften den Milchverband Luzern (MVL; 1999 umbenannt in Zentralschweizer Milchproduzenten ZMP). 1909 begann man im Kanton Genf mit dem Anbau von Chicorée. 1910 wurde die Emmentalische Obstweingenossenschaft Ramsei und 1911 der Schweizerische Obstverband gegründet. Im gleichen Jahr wurde die Laiteries Genevoises Réunies (heutige Laiteries Réunies Société coopérative) gegründet. 1913 mussten wegen der Maul- und Klauenseuche 46.000 Tiere gekeult werden. Von 1871/80 bis 1913 hat sich der Export von Käse auf 36 Mio. kg verdoppelt; ein Viertel der Milchproduktion ging damals in den Export. Die Kastanienproduktion war bis 1914 bedeutend. Der Brentan bei Castasegna im Bergell ist der grösste Edelkastanienwald Europas. Im Kanton Tessin gingen die registrierten Selven (Kastanienhaine) von Beginn des 19. Jahrhunderts bis im Jahr 2000 um etwa drei Viertel zurück. Auf der Alpennordseite sind die Selven praktisch ganz verschwunden.

## Erster Weltkrieg (1914–1918)
Als am 1. August 1914 der Erste Weltkrieg ausbrach, war die Schweiz völlig unvorbereitet: unzureichende Lebensmittelproduktion im eigenen Land, die Zufuhren aus dem Land unterbrochen, die einheimische Ernte wohl vor der Türe, aber Mann und Ross für die Grenzwache mobilisiert. Die Schweiz importierte zu diesem Zeitpunkt rund 85 Prozent des Getreidebedarfes.
Am 22. August 1914 wurde die Genossenschaft schweizerischer Käseexportfirmen gegründet. 1916 wurde die Sais gegründet, um pflanzliche Öle und Fette aus Italien zu importieren. 1917 wurde der Schweizerische Milchkäuferverband (SMKV) gegründet. Im gleichen Jahr sind die Getreideimporte auf die Hälfte gesunken. Ab 1917 wurden die Grundnahrungsmittel schrittweise durch Lebensmittelmarken rationiert, bis im letzten Kriegsjahr schliesslich praktisch alle Esswaren rationiert waren. Ebenfalls 1917 nahm in Mühlethurnen eine Sauerkrautfabrik den Betrieb auf. Infolge wird das Gürbetal auch als Chabisland bezeichnet. 1918 wurde das Einsammeln und die Verwertung der Maikäfer zur Gewinnung von Tierfutter vom Bund organisiert. Im gleichen Jahr wurde erstmals der gesamtschweizerische Geflügelbestand ermittelt, wobei rund 2,4 Mio. Hühner gezählt wurden.
Diese Engpässe, besonders in der Lebensmittelversorgung während des Ersten Weltkrieges, lösten auch in der landwirtschaftlichen Forschung grosse Veränderungen aus. Die Prioritäten der Forschung wurden mehr und mehr auf den Ackerbau gelegt und Fragen des Futterbaus und der Tierhaltung traten in den Hintergrund, ein Paradigmenwechsel wurde jedoch nicht vorgenommen.

## Zwischen den Weltkriegen (1919–1938)
Man wollte nach dem Ende des Ersten Weltkrieges möglichst rasch von den kriegswirtschaftlichen Massnahmen Abschied nehmen und zur freien Marktwirtschaft zurückkehren. Dies hatte für die Landwirtschaft fatale Folgen. Während des Ersten Weltkrieges waren die Preise für landwirtschaftliche Güter stark angestiegen, um nachher umso brutaler zusammenzubrechen. Der Produzentenmilchpreis fiel 1922 von 36 auf 19 Rappen.
1919 gründete die Frauenrechtlerin Augusta Gillabertin die erste Bäuerinnenorganisation der Schweiz, die Association des paysannes de Moudon (ab 1930: Association agricole des femmes vaudoise).
1920 wurde die Rationierung wieder aufgehoben.
Die Bedeutung des Getreideanbaus zur Ernährungssicherung hatte man erkannt und die schlimmen Erfahrungen zu Beginn des Ersten Weltkrieges nicht vergessen. So versuchte der Bundesrat schon kurz nach Kriegsende den inländischen Getreideanbau durch ein Einfuhrmonopol, verbunden mit der Übernahme des Inlandsgetreides zu einem Garantiepreis zu stützen und vor den Schwankungen des Weltmarktes zu schützen.
1924 entstand im Basler Rheinhafen im Auftrag des Kantons Basel-Stadt der Siloturm Basel, welcher 1926 in Betrieb genommen wurde. Zur Sicherstellung der Getreideversorgung wurde 1929 der Getreideartikel in die Bundesverfassung aufgenommen. Am 1. Januar 1920 wurden die beiden Anstalten „Schweizerische Samenuntersuchungs- und Versuchsanstalt“ und „Schweizerische agrikulturchemische Untersuchungsanstalt“ vereinigt. Ab diesem Termin galt auch der neue Name: Eidgenössische landwirtschaftliche Versuchsanstalt Zürich – Oerlikon (ELVA). 1920 wurde auf dem Öschberg im Kanton Bern die Kantonale Schule für Obst-, Gemüse- und Gartenbau eröffnet. Im gleichen Jahr ging aus den in den Kriegsjahren gegründeten regionalen Butterzentralen die Schweizerische Butterzentrale und 1932 die Butyra hervor. Erster Präsident der Butyra wurde Bernhard Jäggi, der das Amt bis 1944 ausübte. 1922 wurde die landwirtschaftliche Schule Grangeneuve in der Gemeinde Posieux gegründet. 1925 fuhren die ersten Verkaufswagen der Migros in Zürich aus. In den 1920er-Jahren wurden die ersten Melkmaschinen in Betrieb genommen. 1927 wurde das Milchverarbeitungsunternehmen Cremo gegründet. Um die Entwicklung chemischer Insektizide (DDT, Lindan usw.) voranzutreiben, wurde 1928 an der ETH Zürich ein Institut für Entomologie gegründet.
1929 wurde das Landwirtschaftsgesetz revidiert. Im gleichen Jahr hat Rudolf Müller in Zürich ein Reformhaus übernommen und damit den Grundstein für die Müller-Reformhaus-Kette gelegt. Ebenfalls 1929 wurde von Hans Hürlimann in Wil im Kanton St. Gallen das Unternehmen Hürlimann zur Produktion von Traktoren gegründet. 1930 wurde Provins und die Einkaufsgenossenschaft für Inlandtabak Société coopérative pour l'achat du tabac indigène (Sota) gegründet. Im gleichen Jahr haben die Schweizer Demeter-Pioniere Rosa und Konrad Oswald ihren Hof in Klarsreuti-Mattwil, heute Teil der Gemeinde Birwinken, auf die biologisch-dynamische Landwirtschaft umgestellt. Der Oswaldhof existiert noch heute. Ab dem gleichen Jahr galt das Bundesmonopol für Branntwein.:S. 134 1932 wurde der Verband Schweizerischer Gemüseproduzenten (VSGP) gegründet. Von 1933 bis 1945 galt das Filialverbot.
Die J. R. Geigy AG begann 1935 mit der Produktion von Insektiziden. Im gleichen Jahr wurde von Hedwig Müller die Gärtnerinnenschule (1993 in Gartenbauschule umbenannt) in Hünibach gegründet, die als einzige in der Schweiz nach biologisch-dynamischen Anbaumethoden unterrichtet. 1936 wurde die Bauern-, Gewerbe- und Bürgerpartei BGB gegründet, bisher wurde vorab auf kantonaler Ebene landwirtschaftlich politisiert.:S. 271 1937 wurde der Verein für biologisch-dynamische Landwirtschaft, die Vereinigung Fédération suisse des associations de planteurs de tabac (FAPTA; 2001 umbenannt in SwissTabac) und u. a. vom SBV und SMP der Landwirtschaftliche Informationsdienst (LID) gegründet. Im selben Jahr wurde der Kartoffelkäfer erstmals in der Schweiz nachgewiesen. Zwei Jahre später (1939) wurde die Schweizerische Kartoffelkommission (SKK) gegründet (1999/2000 umbenannt in Swisspatat). Der Höhepunkt des Heilkräuteranbaus wurde zwischen 1932 und 1947 erreicht.
Während der Wirtschaftskrise der 1930er-Jahre brachen dutzende Landwirtschaftsbetriebe in den Kantonen Waadt und Thurgau zusammen. Ihre Besitzer waren gezwungen, ihren Hof an den Meistbietenden zu verkaufen. Häufig übernahmen Bauernsöhne aus dem Kanton Bern die Höfe, da der elterliche Betrieb an den jüngsten Bruder ging (Prinzip des Minorats). Heute zeugen in der Waadt noch Familien mit deutschen Namen wie «Loeffel», «Staudenmann» oder «Rufer» davon.

## Zweiter Weltkrieg (1939–1945)
Im Bestreben, aus früheren Fehlern zu lernen und sie nach Möglichkeit nicht zu wiederholen, reagierte man ziemlich rasch, als die politischen Ereignisse die Lage in Europa immer mehr verschärften. Rechtzeitig wurden die richtigen kriegsvorsorglichen Massnahmen in die Wege geleitet. Während zu Beginn des Ersten Weltkrieges alle kriegswirtschaftlichen Massnahmen von Fall zu Fall getroffen wurden und quasi aus dem Nichts heraus umgesetzt werden mussten, war man bei Kriegsbeginn 1939 in verschiedenen Beziehungen bedeutend besser vorbereitet. Im April 1939 wurden die Haushalte aufgefordert eine Vorratshaltung an nicht verderblichen Lebensmitteln für zwei Monate anzulegen.
Mit Ausbruch des Zweiten Weltkrieges im September 1939 stand die Anpassung und Vermehrung der landwirtschaftlichen Produktion im Zentrum (→ Plan Wahlen). Die Rationierung der Lebensmittel begann. Noch im selben Jahr wurde von der Firma Roland Murten die Produktion von Knäckebrot und 1941 diejenige von Zwieback aufgenommen. Im gleichen Jahr wurde der Schweizerische Landfrauenverband gegründet. Ebenfalls 1941 wurden zwei fleischlose Tage pro Woche sowie die Milchkontingentierung eingeführt. Der Anbau von Gerste als Futtermittel gewann an Bedeutung.
Von Frühling bis Herbst 1943 unterbanden die Alliierten die Nahrungsmittelzufuhr in die Schweiz. Ende September 1943 erwarb der Bund an der Nordgrenze von Zürich-Affoltern das Gut Reckenholz. 1945 bis 1948 wurde die Rationierung gestaffelt aufgehoben.

## Nachkriegsjahre und die Auswirkungen der Anbauschlacht (1946–1960)
Dank dem amerikanischen Marshallplan flossen enorme Geldsummen ins kriegsgeschädigte Westeuropa. Dies ermöglichte das so genannte „Nachkriegs-Wirtschaftswunder“. Die zwei bis drei Jahrzehnte nach dem Krieg gelten als Zeit zunehmender Modernisierungseuphorie und verstärkter Technokratisierungstendenzen. Die Motorisierung und Chemisierung der Nahrungsmittelproduktion wurde in den Vordergrund gerückt. Kaum ein Entscheidungsträger dachte daran, die Perfektion und Effizienz technischer Errungenschaften zu bezweifeln. Die Landwirtschaft wurde von einem Strukturwandel ohnegleichen erfasst, ihr Gesicht veränderte sich grundlegend. Mit Einsatz von chemischen Herbiziden, Fungiziden und Insektiziden begann die dritte Agrarrevolution (Grüne Revolution). Mit der zunehmenden Mechanisierung und dem Kunstdüngereinsatz verloren die Wässermatten immer mehr an Bedeutung. In Folge der zunehmenden Mechanisierung, der Beseitigung von Strukturvielfalt und dem Einsatz von Dünge- und Pflanzenschutzmittel setzte ein rasanter Biodiversitätsverlust in der Kulturlandschaft ein.:S. 108–109
Angestossen durch den Natürlichen Landbau der Lebensreformbewegung sowie durch das Konzept der ̉biologisch-dynamischen Wirtschaftsweise entwickelten Bauern der schweizerischen Bauernheimatbewegung in den 1940er und 1950er Jahren den organisch-biologischen Landbau als eigenständiges ökologisches Landbausystem. Aufbauend auf ihren Erfahrungen und unter Leitung von Hans Müller (1891–1988) und seiner Frau Maria (1894–1969) war das Ziel der Heimatbewegung, die bäuerliche Lebensweise in der industrialisierten Welt vor dem Untergang zu bewahren.
Im Jahre 1947 wurde die während des Krieges geltende Preiskontrolle aufgehoben und die freie Konkurrenz löste die amtliche Preislenkung wieder ab. Im gleichen Jahr wurde auf dem vielosen Hof von Mina Hofstetter die Genossenschaft Biologischer Landbau (GBL) gegründet und vom SBV eine Vermittlungsstelle für landwirtschaftliche Arbeitskräfte und Praktikanten ins Leben gerufen. Das Jahr 1947 war ein sogenannter Jahrhundertsommer. 1948 wurden von der Migros die ersten Selbstbedienungsläden eröffnet. Im gleichen Jahr wurde der Kastanienrindenkrebs zum ersten Mal in der Schweiz, am Monte Ceneri (Tessin), nachgewiesen. 1949 wurde die Schweizerische Genossenschaft für Schlachtvieh- und Fleischversorgung (heutige Proviande) gegründet. Bis in die 1940er Jahre wurden noch Faserpflanzen angebaut, welche jedoch von den modernen Kunstfasern verdrängt wurden. Ab den 1950er Jahren wurden Arbeitspferde und andere Zugtiere immer mehr von Traktoren verdrängt und Melkmaschinen wurden zum Standard. Durch Rationalisierung und Mechanisierung nimmt auch die Zahl der Beschäftigten stark ab, während die Produktion weiter ansteigt. Am 3. Oktober 1951 wurde das Bundesgesetz über die Förderung der Landwirtschaft und die Erhaltung des Bauernstandes (Landwirtschaftsgesetz) verabschiedet. 1951 wurde in der Westschweiz die Union des producteurs suisses (heutige Uniterre) gegründet. Im selben Jahr schlossen sich die zur Hagelabwehr gegründeten regionalen Hagelabwehrverbände in der Schweizerische Vereinigung für Hagelbekämpfung (SVH) zusammen. Die Anbau- und Verwertungsgenossenschaft AVG begann 1952 mit dem Versand von Biokisten. Der Anbau von Hülsenfrüchten gewann wieder an Bedeutung. Anfangs der 1950er-Jahre fanden auf den östlichen Kartoffelfeldern des Kundelfingerhofs erste Helikopter-Sprühflüge mit Fungizid-/Insektizidapplikation der Firma Maag, Dielsdorf statt.
Am 1. Januar 1954 trat das Bundesgesetz vom 3. Oktober 1951 über die Förderung der Landwirtschaft und die Erhaltung des Bauernstandes (Landwirtschaftsgesetz) in Kraft. Im gleichen Jahr begann Ciba mit der Produktion von Insektiziden. Die Agroforstwirtschaft, welche bis 1950 der Normalfall in der Schweizer Landwirtschaft darstellte, wurde in den kommenden Jahren durch von der Eidgenössischen Alkoholverwaltung finanzierte Fällaktionen für Hochstammobstbäume verdrängt. 1955 wurde im Zuge der wirtschaftlichen Landesverteidigung erste durch die Wirtschaft betriebene Pflichtlager eingeführt, welche noch bis heute bestehen. 1955 gründete der Migros-Genossenschafts-Bund das Unternehmen Conserves Estavayer SA (CESA). 1956 musste die 1783 in der Gemeinde Ballaigues gegründete Forges du Creux, welche Sensen herstellte, den Betrieb einstellen. 1957 hatte Biotta der erste Bio-Rüebli-Saft abgefüllt. 1958 wurde der Fleischverarbeiter Micarna gegründet und 1959 durfte die Migros eine befristete Versuchsphase des Milchverkaufs starten, welcher zwei Jahre später auf Grund von Bauernprotesten abgebrochen wurde. Im selben Jahr brachte die Firma Somalon (heutige Hipp Holding) das erste Bio-Birchermüesli auf den Markt. Seit 1959 gilt durch die Zollerleichterungsverordnung (ZEV) ein reduzierter Zollansatz für die Einfuhr von Weichweizen zur Stärkeherstellung. Die Zollerleichterung wurde an die Bedingung geknüpft, dass aus dem importierten Weizen mindestens 55 Prozent Mehl gewonnen und zu Stärke verarbeitet wird.
Von 1945 bis 1959 stieg der Wert der landwirtschaftlichen Ausfuhren – v. a. von Käse und Zuchtvieh – von 30 auf 470 Mio. Franken. Der Tabakanbau verzeichnete mit rund 6600 Tabakbauern 1946 den Höhepunkt, als auf einer Fläche von etwa 1450 Hektar Tabak angebaut wurde. 2011, als die Anbaufläche 517 Hektar betrug, gab es noch 209 Tabakbauern und 2022 noch deren 121.

## Zeit ab 1960
Die dem Landwirtschaftsgesetz von 1951 zugrunde liegende Vorstellung, dass man durch eine grosszügige Förderung des Ackerbaus die Überproduktion bei Fleisch und Milch vermeiden könne, erwies sich als trügerisch. Die Situation, vor allem in der Milchwirtschaft, prägte die Debatten und das Handeln der Agrarpolitik in diesen Jahren. Auch in der Europäischen Gemeinschaft (EG) war die Überproduktion ein grosses Problem.
Während dieser Periode setzte man den Schwerpunkt der Forschung besonders auf die Entwicklung schonender Produktionsmethoden und die Verbesserung der Qualität des Erntegutes. In den folgenden Jahren nahm der Einsatz von Pflanzenschutzmittel massiv zu.
1960 wurde der Schweizerische Verband für künstliche Besamung (SVKB) gegründet. Am 6. Juli 1960 reichte die Migros Basel bei den Behörden ein Gesuch ein, um in der ganzen Stadt Pastmilch verkaufen zu dürfen. Ohne den Bescheid abzuwarten, wurde bereits am nächsten Tag mit dem Verkauf der Pastmilch begonnen. Die Aktion wurde am 2. August 1960 abgebrochen (siehe auch Milchkriege in der Schweiz). Bei der eidgenössischen Volksabstimmung am 4. Dezember 1960 wurde der «Bundesbeschluss vom 30. Juni 1960 betreffend die Änderung des Bundesbeschlusses über zusätzliche wirtschaftliche und finanzielle Massnahmen auf dem Gebiete der Milchwirtschaft» angenommen. 1961 demonstrierten rund 40'000 Bauern auf dem Bundesplatz, um auf die schwierige Lage der Landwirtschaft aufmerksam zu machen. 1963 wurde die Zuckerfabrik Frauenfeld gegründet, womit die Anbaufläche von Zuckerrüben laufend zunahmen. 1964 nahm die Hochschule für Agrar-, Forst- und Lebensmittelwissenschaften ihren Anfang. Im selben Jahr wurde die Ernst Sutter AG, die Mifroma und zur Vermarktung von Nutztieren 1966 die Anicom gegründet. Ebenfalls 1964 kam das erste Tamtam auf den Markt. 1965 mussten wegen der Maul- und Klauenseuche 11'000 Stück Grossvieh gekeult werden. Im gleichen Jahr wurde in Rüfenach das erste Turmgewächshaus der Schweiz in Betrieb genommen. 1966 wurde der Verkauf von Pastmilch durch Detailhändler, nach der eidgenössischen Volksabstimmung vom 16. Mai 1965, auf nationaler Ebene freigegeben. 1968 begann die CESA pasteurisierte Milch in Tetra Paks abzupacken. Infolge verlagerte sich der Milchhandel zusehends weg von den Milchzentralen, hin zu den Lebensmittel-Grossverteilern. 1967 trat die Amerikanische Rebzikade erstmals in der Schweiz auf. 1969 wurde die Forschungsanstalt für Agrarwirtschaft und Landtechnik in Tänikon TG eröffnet. 1971 schloss sich die BGB mit den demokratischen Parteien von Glarus und Graubünden zur Schweizerischen Volkspartei SVP zusammen.
Das Europäische Naturschutzjahr von 1970 sowie der Bericht Die Grenzen des Wachstums von 1972 führten zu einem gestärkten öffentlichen Umweltbewusstsein. Per Januar 1972 wurde die Verwendung von DDT in der Landwirtschaft verboten. Im gleichen Jahr wurde die internationale Arbeitsgemeinschaft Alpenländer (Arge Alp) und die Konsumenten-Arbeitsgruppe zur Förderung tierfreundlicher und umweltgerechter Nutzung von Haustieren (KAG) gegründet. Nach der zweiten Juragewässerkorrektion (1962–1973) entwickelte sich das Grosse Moos zu einem der wichtigsten Gemüsebaugebiete der Schweiz. 1973 wurde die Schweizerische Zentralstelle für Gemüsebau und Spezialkulturen (SZG) gegründet. Ebenfalls 1973 wurde das Forschungsinstitut für biologischen Landbau (FiBL) als private Stiftung von Biobauern gemeinsam mit Wissenschaftlern gegründet. Es setzte sich zum Ziel, die Biobauern durch Forschungsprojekte und Beratung zu unterstützen. Durch das Institut erfolgte die Ausrichtung der 1. IFOAM-Konferenz 1977 in Sissach. Der steile Anstieg der Importfuttermittel nach dem Zweiten Weltkrieg hat 1976 mit 1'504'000 Tonnen einen vorläufigen Höchststand erreicht.:S. 24 1977 wurde die einzelbetriebliche Milchkontingentierung eingeführt. Im gleichen Jahr ist die Infektiöse Bovine Rhinotracheitis erstmals massiv in der Schweiz aufgetreten. Ebenfalls 1977 wurde die Schweizerische Vereinigung der Ammen- und Mutterkuhhalter (SVAMH) gegründet, welche 2008 in Mutterkuh Schweiz umbenannt wurde (vgl. Mutterkuh). 1978 wurde bei Genf die Kooperative Les jardins de Cocagne („Schlaraffengärten“) als Solidarische Landwirtschaft gegründet. Seit demselben Jahr wird Topinambur im Berner Seeland wieder erwerbsmässig angebaut. 1979 zog mit Daniel Brélaz der erste grüne in den Nationalrat.
In den 1980er-Jahren sties das System wirtschaftlich, politisch und ökologisch an seine Grenzen.:S. 271 1980 wurde die Schweizerische Vereinigung zum Schutz der kleinen und mittleren Bauern (Kleinbauern-Vereinigung) gegründet. Im gleichen Jahr stellten die Bergbauern 15 % der landwirtschaftlichen Bevölkerung. 1981 trat das erste Tierschutzgesetz in Kraft. Unter anderem wurde die Käfighaltung von Hühnern mit einer zehnjährigen Übergangsphase verboten. Ebenfalls 1981 wurde die Vereinigung Schweizerischer Biologischer Landbauorganisationen (VSBLO) (heutige Bio Suisse) und 1982 ProSpecieRara gegründet. Zwischen 1950 und 1985 sind die Flächenerträge stärker anstiegen als in den 150 Jahren zuvor. Seit 1985 überwacht die Nationale Bodenbeobachtung (NABO) mit einem Messnetz aus 103 Dauerbeobachtungsstandorten die Entwicklung der Schadstoffgehalte der Böden. Im selben Jahr wurde die Gesamtschweizerische Vereinigung zur Förderung einer Genbank alter Obstsorten und Hochstamm-Obstgärten gegründet. Zwischen 1911 und 1983 hat sich der Schweinebestand vervierfacht und mit rund 2,2 Mio. Tieren wurde 1983 der höchste Bestand erreicht. Infolge resultierte eine Verdoppelung der Futtermittelimporte zwischen 1962 und Mitte der 1970er Jahre.:S. 25 Eine solche Massentierhaltung führt zur Verschmutzung des Grundwassers. Um der Eutrophierung entgegenzuwirken, wurde 1982 damit begonnen den Baldeggersee künstlich zu belüften. 1974 erfolgte in Frankreich und anschließend in der Schweiz eine künstliche Verpilzung des Maikäfers. Seit 1984 werden biotechnische Methoden zur Bekämpfung des Borkenkäfers eingesetzt.
In der Uruguay-Runde (1986–1994) verpflichtete sich die Schweiz zum Abbau der Preisstützungen und der Exportsubventionen. 1986 wurden Tomaten und Gurken zum ersten Mal Hors-Sol angebaut und Hans Stettler gründete für den Import und Handel von Heu und Stroh die Agrokommerz AG. Im selben Jahr gab das Bundesamt für Gesundheit wegen der Nuklearkatastrophe von Tschernobyl vom 26. April 1986 die Empfehlung ab, Freilandprodukte zu waschen und Kinder sollten während zwei Jahren ganz auf den Konsum verzichten. Der Schaden der Gemüseproduktion wurde auf 9,7 Millionen Franken geschätzt. Am 1. November 1986 flossen durch den Grossbrand von Schweizerhalle Agrochemikalien mit dem Löschwasser in den Rhein, was ein grosses Fischsterben verursachte und infolge der Öko-Bewegung weiteren Auftrieb verlieh. Im selben Jahr wurde das erste Präparat zugelassen, um Schadinsekten mittels Verwirrungstechnik zu bekämpfen. Der Torfabbau – welcher ab 1945 stark zurückging – wurde durch die 1987 angenommene Rothenthurm-Initiative verboten. Die Schweiz setzt von daher zu 100 Prozent auf Torfimporte, geschätzt um die 500'000 m3 pro Jahr. Eingesetzt wird der Torf u. a. im Gemüsebau sowie im Zierpflanzenbau. Ebenfalls 1987 wurde der Schweizerische Getreideproduzentenverband und die Bio-Stiftung Schweiz gegründet. 1988 wurde ein biotechnologisch erzeugter Labaustauschstoff für die Käseproduktion zugelassen (weitere GVO-Erzeugnisse folgten). 1989 fand die Eidgenössische Volksinitiative «für ein naturnahes Bauern – gegen Tierfabriken (Kleinbauern-Initiative)» bei der Volksabstimmung keine Mehrheit. Da die konventionellen Landwirte – ganz im Gegensatz zu den biologischen Landwirten – aber immer mehr als die «bösen Bauern» angesehen wurden, fand im selben Jahr die Gründung des Vereins IP-Suisse statt. Ebenfalls 1989 wurde der Verein gegen Tierfabriken gegründet. In Kalorien gerechnet hat sich die Brutto-Nahrungsmittelproduktion seit 1950 in etwa verdoppelt. Da aber für diese intensive Produktion viele Rohstoffe importiert werden, wie Futtermittel, Düngemittel und Treibstoffe, hat die Nettoproduktion in derselben Zeit jedoch abgenommen.:S. 57

## Neue Konzepte in der Agrarpolitik (ab 1990)
Durch agrarpolitische Reformprojekte der 1980er- und 1990er-Jahre wurde versucht dem massiven Artenschwund in der Kulturlandschaft der letzten Jahrzehnte, welcher mit der intensiven Produktion nach dem Zweiten Weltkrieg einsetzte, entgegenzuwirken.:S. 112 Bei den OECD-Umweltprüfberichten von 1998 und 2007 landete die Schweiz auf dem letzten Platz, da sie den höchsten Anteil an gefährdeten Rote-Liste-Arten hatte.:S. 115 1991 wurden die landwirtschaftlichen Betriebe durch das Gewässerschutzgesetz zu einer ausgeglichenen Düngerbilanz verpflichtet. Im selben Jahr wurde der erste Versuch mit gentechnisch veränderten Kartoffeln durchgeführt. 1992 wurde der biologische Landbau staatlich anerkannt und die ersten Bio-Suisse-Verarbeitungsrichtlinien sind erschienen. Im gleichen Jahr wurde in Bern der erste Biosupermarkt der Schweiz eröffnet, welcher sich bis 2011 halten konnte. Ebenfalls 1992 wurde die Hors-sol-Produktion als Produktionsart anerkannt und Gemüse und Beeren von 1996 bis 2016 nach einer privatrechtlichen Vereinbarung entsprechend deklariert. Zudem wurde 1992 mit der Einführung von produktunabhängigen Direktzahlungen die Preis- von der Einkommenspolitik entkoppelt sowie die Würde der Kreatur in der Bundesverfassung festgeschrieben. 1994 hat der Bund das Forschungsinstitut für biologischen Landbau anerkannt und subventioniert dieses seitdem im Rahmen einer Leistungsvereinbarung. Im gleichen Jahr trat die Schweiz dem Übereinkommen zum Schutz der Meeresumwelt des Nordostatlantiks bei, v. a. wegen der hohen Stickstoffeinträge, welche die Schweiz über den Rhein verlassen.:S. 73
1996 wurde eine neue Verfassungsgrundlage (Art. 104 Bundesverfassung) eingeführt. Gemäss dieser sorgt der Bund dafür, dass die Landwirtschaft durch eine nachhaltige und auf den Markt ausgerichtete Produktion einen wesentlichen Beitrag leistet zur sicheren Versorgung der Bevölkerung, zur Erhaltung der natürlichen Lebensgrundlagen, zur Pflege der Kulturlandschaft und zur dezentralen Besiedlung des Landes. Der neue Verfassungsartikel wurde vom Bundesrat als Gegenvorschlag zu einer breit abgestützten Volksinitiative ausgearbeitet und wurde am Volksabstimmungen vom 9. Juni 1996 vom Volk mit deutlicher Mehrheit angenommen.:S. 39 Im selben Jahr begann der Bund BTS-Beiträge zu bezahlen und es kam, infolge des Rinderwahnsinns, zu einem Einbruch des Rindfleischkonsums. Ende März wurde das Thema in der Sendung Arena diskutiert. Am 23. Oktober nahmen mehr als 10.000 Bauern an einer Demonstration teil, welche schliesslich vor dem Bundeshaus eskalierte. Am 1. Januar 1998 ist die Bio-Verordnung des Bundes in Kraft getreten.
1998 wurde der Getreideartikel von 1929 aufgehoben. Die grossen Probleme mit der bisherigen Agrarpolitik und die veränderten Wertvorstellungen der Gesellschaft in Bezug auf Umweltbewusstsein und Lebensqualität riefen dringend nach neuen Konzepten auch in der Agrarpolitik. Am 1. Januar 1999 trat das neue Landwirtschaftsgesetz Bundesgesetz vom 29. April 1998 über die Landwirtschaft (Landwirtschaftsgesetz, LwG) mit den Hauptzielen «mehr Markt, mehr Ökologie» in Kraft. Es war klar geworden, dass die Gesellschaft längerfristig nur eine umweltschonende, tiergerechte und auf Nachhaltigkeit ausgerichtete Produktionsweise tolerieren wird. Die Zielvorgabe war klar: eine flächendeckende, umweltgerechte und ressourcenschonende Landbewirtschaftung, die auch die Pflege und den Erhalt unserer Kulturlandschaft beachtet. Die staatlichen Preis- und Abnahmegarantien wurden aufgehoben und der Ökologische Leistungsnachweis (ÖLN) als Voraussetzung für Direktzahlungen eingeführt. Neu wird eine Verkäsungszulage ausbezahlt. Im selben Jahr wurde auch die Schweizerische Käseunion und die Butyra aufgehoben, sowie die Schweizerische Branchenorganisation für Getreide, Ölsaaten und Eiweisspflanzen Swiss Granum gegründet. Ebenfalls 1999 wurde die Interessenorganisation Schweizer Milchproduzenten (SMP) gegründet, die Eierproduzenten haben sich in GalloSuisse zusammengeschlossen. Unter anderem wurde auch der Verband des Schweizerischen Früchte-, Gemüse- und Kartoffelhandels (Swisscofel) in jenem Jahr gegründet. Im gleichen Jahr wurde das erste automatische Melksystem in Betrieb genommen. Um die Jahrtausendwende setzte Denner als Erster in der Schweiz auf ESL-Milch.
Zur Verwertung und Verarbeitung von Schlachtnebenprodukten wurde 1990 die Centravo gegründet. Im selben Jahr trat in der Schweiz der erste Fall von Rinderwahnsinn (BSE) auf. Seither gilt ein Verbot Tiermehl an Wiederkäuer zu verfüttern. Ebenfalls 1990 wurde der Verein Schweizer Allianz Gentechfrei (SAG) gegründet. Im selben Jahr betrug der Anteil der Biofläche an der gesamten landwirtschaftlichen Nutzfläche knapp 1 Prozent. 1991 wurde vom Kassensturz aufgedeckt, dass von Bauern und Eier-Lieferanten Freilandeier in Umlauf gebracht wurden, welche gar keine waren. Ebenfalls 1991 wurde der Verein Permakultur Schweiz (→ Permakultur) und die internationale Alpenkonvention gegründet. Ab demselben Jahr baute die Familie Zollinger in Les Evouettes einen biologischen Saatgutbetrieb auf. Durch ein verstärktes Gesundheits- und Umweltbewusstsein der wohlhabenden Schichten, erhielten städtische Gemüsemärkte wieder mehr Bedeutung. 1992 wurde La Via Campesina gegründet sowie die Interessengemeinschaft (IG) Arbeitspferde. 1993 fusionierten sechs landwirtschaftliche Genossenschaften zur Fenaco. Am 8. August 1993 wurde die Schweizerische Vereinigung für Vegetarismus (SVV) gegründet. Im gleichen Jahr begann der Bund RAUS-Beiträge auszuzahlen. Ebenfalls 1993 lancierte Coop in Zusammenarbeit mit dem Forschungsinstitut für biologischen Landbau (FiBL) und der Vereinigung schweizerischer biologischer Landbauorganisationen (VSBLO; heutige Bio Suisse) die Marke Naturaplan und in der Schweiz wurde zum ersten Mal Kenaf angebaut. 1995 wurde der Höhepunkt bei den BSE-Erkrankungen von Rindern erreicht. Im selben Jahr hat auch Migros ein eigenes Bio-Siegel lanciert. Ebenfalls 1995 wurde die Stiftung für das Tier im Recht gegründet. 1996 wurde die Marke UrDinkel lanciert und 1997 der Schweizerische Demeter-Verband gegründet. 1998 wurde die UFA AG, Swiss Dairy Food und im Bereich der künstlichen Besamung von Schweinen die Suisag gegründet. Um die Jahrtausendwende setzte eine starke Zunahme beim Geflügelbestand ein, welche bis heute in geringerem Masse anhält. Im Gegenzug werden die Geflügelhalter nach wie vor immer weniger.
Ausgehend von verschiedenen Forschungs- und Entwicklungsarbeiten der Forschungsanstalt Agroscope Changins-Wädenswil ACW in den sechziger und siebziger Jahren wurde basierend auf der integrierten Schädlingsbekämpfung, der integrierte Pflanzenschutz und daraus später die Integrierte Produktion (IP) für die Schweiz abgeleitet. Heute wird IP in der Schweiz sehr oft mit der Produktion nach ÖLN oder Suisse Garantie gleichgesetzt und ist somit zum Standard für die gute landwirtschaftliche Praxis geworden. Das Suisse Garantie-Label mit der Schweizerfahne soll garantieren, dass die Wertschöpfung zum grössten Teil in der Schweiz stattgefunden hat und die Mindestanforderungen des Gesetzes eingehalten wurden. Dabei dürfen sogar Stecklinge aus dem Ausland eingeflogen und Futtermittel für die Nutztiere zu einem hohen Anteil importiert werden. Der 1997 gegründete Verein Agro-Marketing Suisse (AMS) ist die Herausgeberin des Labels. Auch die 1998 gegründete Proviande ist stark in der Absatzförderung unter diesem Label tätig. Die Werbekampagnen werden zur Hälfte aus Steuergeldern des Bundes finanziert.
Bei der Volksabstimmung vom 7. Februar 1999 sprachen sich die Abstimmenden für die Revision des Raumplanungsgesetzes aus, womit etwa bodenunabhängige Produktionsmethoden wie Intensivmast, Hors-sol-Kulturen und Anlagen zur Aufbereitung oder zum Verkauf betriebseigener Erzeugnisse in den Landwirtschaftszonen erlaubt wurden.

## 2000 bis 2009
Im Jahr 2000 wurde das Verbot der Tiermehlverfütterung an Wiederkäuer auf alle Nutztiere ausgeweitet. Ende August 2000 fand der erste Bio Marché in Zofingen statt. Am 13. November 2000 wurde Syngenta gegründet. Am 2. März 2001 trug die Fernsehsendung Arena den Titel «Die Fleischkrise». Die Öko-Qualitätsverordnung ist am 1. Mai 2001 in Kraft getreten. 2002 gründete der Historiker Peter Moser das Archiv für Agrargeschichte. Die Trockenheit im Jahr 2003 führte zu Ertragseinbussen von 20 Prozent, in manchen Regionen bis zu 50 Prozent. Das Militär wurde eingesetzt um rund 5000 Tonnen Futter vom wenig betroffenen Voralpengebiet ins Mittelland und in den Jura zu transportieren. Seit April 2003 steht im Zivilgesetzbuch der Schweiz, dass Tiere keine Sachen sind. Der u. a. in Frankreich zur biologische Schädlingsbekämpfung eingesetzte Asiatische Marienkäfer wurde 2004 zum ersten Mal in der Schweiz entdeckt. Am 27. November 2005 haben die Stimmberechtigten die Gentechfrei-Initiative (Gentech-Moratorium in der Landwirtschaft) angenommen. Die Ausbringung von Klärschlamm als Dünger in der Landwirtschaft wurde per 1. Oktober 2006 untersagt. Im Frühjahr 2007 wurden Obstanlagen vom Feuerbrand befallen, was vielerorts zu Rodungen ebendieser führte. Seit dem gleichen Jahr werden Projekte zur regionalen Entwicklung (PRE) von Bund und Kanton unterstützt. Damit soll u. a. die landwirtschaftliche Wertschöpfung gefördert werden. 2008 trat das neue Tierschutzgesetz in Kraft. Seit demselben Jahr führt das Institut für Pflanzen- und Mikrobiologie der Universität Zürich Feldversuche mit transgenen Weizenlinien durch, die eine höhere Resistenz gegen Mehltau aufweisen. Ebenfalls 2008 wurde der Convenience-Backwaren-Konzern Aryzta gegründet und der Pilz Monilinia fructicola erstmals in einer Schweizer Aprikosenanlage entdeckt. Die nationale Genbank von Agroscope Changins-Wädenswil hat im Februar 2009 erstmals eine Serie von Saatgutproben zur sicheren Einlagerung in das Svalbard Global Seed Vault nach Norwegen gesandt. Im selben Jahr wurde erstmals die Japanische Esskastanien-Gallwespe und die Tomatenminiermotte in der Schweiz nachgewiesen sowie der Verein Tier im Fokus gegründet.

### Freihandel
Nach der BSE-Krise konnten im Jahr 2004 die regulären Viehexporte in die Europäische Union (EU), vor allem nach Italien, wieder aufgenommen werden. Von 2004 bis 2009 wurde die Milchkontingentierung schrittweise aufgehoben und die Versteigerung bei der Verteilung der Zollkontingente von Fleisch, die zur Fleischeinfuhr zu einem tieferen Zollansatz berechtigen, eingeführt. Im Sommer 2005 fand ein internationaler WTO-Protestmarsch zum GATT-Gebäude in Genf statt. Im Jahr 2006 wurde das European Milk Board gegründet. Gab es 1950 noch 150'000 Milchbauern, waren es 2005 noch 31'000. Seit dem Jahr 2007 gilt u. a. für die Käseherstellung in der Schweiz der Freihandel mit der EU (→ Bilaterale Verträge zwischen der Schweiz und der EU). Seither haben die Importe bei Quark und Käse stärker zugenommen als die Exporte und der Produktionswert bei den Zuckerrüben ist massiv gesunken. Die Exportsubventionen für landwirtschaftliche Primärprodukte wurden abgeschafft und Finanzmittel für die Marktstützung zu den Direktzahlungen umgelagert. Die Grenzabgaben für Brotgetreide und Futtermittel wurden reduziert. Seither haben die jährlichen Futtermittelimporte von rund 1,4 auf 1,8 Millionen Tonnen zugenommen und somit einen neuen Höchststand erreicht. Insgesamt werden rund 15 Prozent der Futtermittel importiert. Beim Raufutter liegt der Importanteil bei 2 Prozent, beim Kraftfutter hingegen bei 61 Prozent. Letztgenannter Wert lag 1990 noch bei rund 20 Prozent. Nachdem die Milchkontingentierung auf den 1. Mai 2009 aufgehoben wurde, hat sich am 29. Juni 2009 die Branchenorganisation Milch (BO Milch) gegründet. Die Milchproduktionsmenge nahm ab diesem Jahr stark zu. Die Zahl der Milchbauern nimmt hingegen nach wie vor immer weiter ab.

## Ab 2010
| Kanton                 | ha     | %     |
| ---------------------- | ------ | ----- |
| Aarau                  | 7.941  | 13,35 |
| Appenzell Ausserrhoden | 2.919  | 24,54 |
| Appenzell Innerrhoden  | 470    | 6,65  |
| Basel-Landschaft       | 4.314  | 20,21 |
| Basel-Stadt            | 172    | 41,35 |
| Bern                   | 28.561 | 14,93 |
| Freiburg               | 7.239  | 9,62  |
| Genf                   | 2.076  | 18,39 |
| Glarus                 | 2.416  | 34,76 |
| Graubünden             | 37.259 | 66,10 |
| Jura                   | 9.003  | 22,27 |
| Luzern                 | 9.060  | 11,93 |
| Neuenburg              | 3.824  | 12,08 |
| Nidwalden              | 1.405  | 23,75 |
| Obwalden               | 2.795  | 35,89 |
| Schaffhausen           | 1.526  | 9,47  |
| Schwyz                 | 3.151  | 13,31 |
| Solothurn              | 5.762  | 18,41 |
| St. Gallen             | 10.484 | 14,71 |
| Tessin                 | 3.458  | 24,87 |
| Thurgau                | 9.087  | 18,47 |
| Uri                    | 1.024  | 15,24 |
| Waadt                  | 13.696 | 12,67 |
| Wallis                 | 8.069  | 22,18 |
| Zug                    | 1.807  | 19,09 |
| Zürich                 | 12.341 | 17,17 |

### Agrarpolitik
Bio Suisse appellierte 2010 an die Politik, mehr finanzielle Mittel zur Verfügung zu stellen, da gemäss dem Agrarbericht von 2009 nur 1,1 Prozent der Direktzahlungen in den Bio-Landbau geflossen sind. Die AP 2014-17 trat plangemäss auf den 1. Januar 2014 in Kraft. Die Direktzahlungen wurden stärker auf die Ziele von Artikel 104 der Bundesverfassung ausgerichtet und die Instrumente zur Umsetzung der Qualitätsstrategie gestärkt. Am 15. November 2017 hat der Bundesrat den Standardvertrag der BO Milch, für den Zeitraum vom 1. Januar 2018 bis zum 31. Dezember 2021, für allgemeinverbindlich erklärt. Seit dem 1. Januar 2021 wird eine Enteignung von Kulturland durch den Bund – etwa für den Bau einer Strasse (z. B. Autobahnausbau Luterbach–Härkingen) – drei Mal höher entschädigt. Am 22. Januar 2021 hat Bundespräsident Guy Parmelin an der virtuellen Berliner Agrarministerkonferenz teilgenommen. Vom 27. Januar bis 5. März 2021 hat Proviande wieder eine Einlagerungsaktion für Kalbfleisch als Marktentlastungsmassnahme beschlossen, welche der Bund mit drei Millionen Franken unterstützt. Nicht nur auf diesem Weg fliessen Bundesgelder in die Fleischindustrie. Werbekampagnen für Fleisch werden mit jährlich über sechs Millionen Franken gefördert. Ein Versuch durch einen Vorstoss von Beat Jans diese Bundessubventionen abzuschaffen, wurde 2017 vom Nationalrat abgelehnt. Insgesamt investiert der Bund jedes Jahr rund 40 Millionen Franken Steuergelder ins Marketing der Fleisch-, Eier- und Milchindustrie.
Per 1. Januar 2023 wurde die seit dem Jahr 1959 geltende Ausbeutenorm, welche zum Bezug von Zollerleichterungen beim Import von Weichweizen zur Stärkeherstellung berechtigt, von 55 auf 75 Prozent erhöht. Bereits zuvor lag die Ausbeute rund 20 Prozent höher, wovon vor allem die Grossmühlen, wie die Swissmill und die Groupe Minoteries und mit ihnen die Grossverteiler, profitierten, da sie die Differenz faktisch zollfrei als Backmehl verwenden konnten. Hingegen wurde Schweizer Weizen wegen des fehlenden Absatzes zu Futtermitteln deklassiert. Für die Rückgängigmachung der neuen Regel wurde vom damaligen SVP-Ständerat Hansjörg Knecht am 15. Juni 2023 die sogenannte Motion Knecht eingereicht. Am 11. September 2023 stimmte der Ständerat der Motion zu, wurde jedoch am 11. Dezember 2023 vom Nationalrat knapp abgelehnt, womit die Rückgängigmachung der neuen Regel scheiterte.
Bei den Parlamentswahlen 2023 konnte die bürgerliche Bauernfraktion nochmals deutlich zulegen. Zu den mehr als 40 «bäuerlichen Parlamentariern» des Schweizer Bauernverbands gehören u. a. Ständerat Charles Juillard, Nationalrat Leo Müller und Nationalrat sowie VR-Präsident der Genossenschaft Migros Ostschweiz Nicolò Paganini.

#### Agrarpolitik ab 2022 (AP22+)
Die Agenda 2030 fordert die Schweiz zu einer nachhaltigen Entwicklung der Landwirtschaft. Laut Greenpeace ist es höchste Zeit für eine Agrarwende und die Einhaltung der Umweltgesetze. Auch Klimastreik Schweiz fordert weitgehende Änderungen in der Landwirtschaft. Im November 2020 hat die Stadt St. Gallen die Ökologisierung der Landwirtschaft im Landwirtschaftskonzept 2020 festgeschrieben.
Der Schweizer Bundesrat hat am 1. November 2017 die Gesamtschau zur Weiterentwicklung der Agrarpolitik ab 2022 (AP22+) verabschiedet. Im März 2019 ist die Vernehmlassungsfrist zur AP22+ abgelaufen. Bei den Parlamentswahlen im Oktober 2019 haben die Grünen deutlich zugelegt, aber die Agrarpolitik wird nach wie vor von konservativen Traditionsparteien dominiert. Die Botschaft des Bundesrates zur AP22+ wurde am 12. Februar 2020 verabschiedet und einen Tag später der Öffentlichkeit vorgestellt. Die Ziele für nachhaltige Entwicklung, welche die Landwirtschaft betreffen, sollen in der AP22+ widerspiegelt werden. Der Schweizer Bauernverband wehrt sich jedoch gegen eine neue Agrarpolitik und will, dass die AP22+ sistiert wird. Andere bäuerliche Organisationen (IP-Suisse, Bio Suisse, Mutterkuh Schweiz, Demeter und Kleinbauern-Vereinigung) haben sich hingegen gegen eine Sistierung ausgesprochen. Am 14. Dezember 2020 wurde die Sistierung vom Ständerat mit 28 zu 16 Stimmen angenommen. Aus Sicht der Agrarallianz ist der Entscheid des Ständerats enttäuschend. WWF Schweiz von der Agrarallianz fordert nun, dass der Nationalrat den Entscheid im Frühjahr dringend korrigieren muss. Die Wirtschaftskommission des Nationalrats beantragte hingegen mit 14 zu 11 Stimmen, dem Sistierungsentscheid des Ständerats zu folgen. Dies tat der Nationalrat am 16. März 2021 mit einer knappen Mehrheit von 100 zu 95 Stimmen bei einer Enthaltung. Nun muss der Bundesrat in einem Bericht nachbessern, was bis 2022 geschehen soll. Der Bund schätzt, dass die AP22+ erst Anfang 2025 umgesetzt werden kann. Aus Sicht der Grüne war es nun unerlässlich, die dringenden Landwirtschaftsreformen durch Annahme der Pestizid- und Trinkwasser-Initiative anzustossen. Jedoch haben die Stimmberechtigten beide Volksinitiativen am 13. Juni 2021 abgelehnt. Im Juni 2022 erschien der Bericht «Zukünftige Ausrichtung der Agrarpolitik» des Bundesrates. Der Ständerat stimmte im Dezember 2022 dem neuen Landwirtschaftsgesetz zu, der Nationalrat folgte im März 2023. Ein Absenkpfad für Treibhausgase wurde ebenso wenig aufgenommen, wie ein Ausbaupfad für mehr Tierwohl. Bei den Beratungen zur AP 22+ beauftragte das Parlament den Bundesrat, eine Reformvorlage ab 2030 vorzulegen (siehe auch Agrarreform).

### Forschung
Im Frühjahr 2014 hat Agroscope am Standort Reckenholz, im Auftrag des Bundes ein umzäuntes und bewachtes Versuchsfeld eingerichtet (Protected Site), um Freilandversuche mit gentechnisch veränderten Pflanzen besser vor Vandalen zu schützen. 2015 wurde das Nationale Bioforschungsforum (NBFF) von Agroscope, Bio Suisse und dem Forschungsinstitut für biologischen Landbau gegründet.

### Seuchen
2011 sorgte die EHEC-Epidemie für Aufsehen. Im Juli 2011 wurde die Kirschessigfliege zum ersten Mal in der Schweiz entdeckt. Im Juni 2017 wurde der Japankäfer erstmals in der Schweiz entdeckt. Die in letzter Zeit in Europa verstärkt auftretende Vogelgrippe H5N1 sorgte auch in der Schweiz erneut für entsprechende Schutzmassnahmen. So wurde u. a. per 28. November 2022 eine Stallpflicht für sämtliche Geflügelbestände erlassen, welche unterdessen bis mindestens am 15. März 2023 verlängert wurde. Da dies auch für Geflügel aus der sogenannten Freilandhaltung gilt, dürfen die Produkte weiterhin als solche beworben werden. Ab Ende August 2024 hat sich die Blauzungenkrankheit in weiten Teilen der Schweiz ausgebreitet.

### Detailhandel
Im August 2012 eröffnete die Migros den ersten Alnatura-Biosupermarkt der Schweiz. Im Juni 2014 wurde Farmy.ch lanciert, womit die beiden Online-Supermärkte von Coop und Migros eine stark wachsende Konkurrenz erhielten. Der Fleischkonsum nimmt immer weiter ab und die Fleischabsätze im Schweizer Detailhandel sind seit 2015 kontinuierlich gesunken (Stand 2019). Hingegen nahm im untersuchten Zeitraum von 2016 bei 2020 der Absatz von Fleischersatzprodukten laufend zu. Im Jahr 2020 lag der Marktanteil von Fleischersatzprodukten am gesamten Fleischabsatz im Schweizer Detailhandel bei 2,3 Prozent. Die dafür benötigten pflanzlichen Proteine werden jedoch, ausser bei der Herstellung von Tofu, fast ausnahmslos importiert. 2016 nahmen Coop und Migros Salate aus Schweizer Hydrokultur ins Sortiment. Als die privatrechtliche Vereinbarung zur Deklaration von Hors-sol-Produkten Anfang 2017 aufgehoben wurde, hat Migros die Deklaration umgehend abgeschafft. Inzwischen stammen bei Migros und Coop 95 Prozent der Tomaten und 60 Prozent der Gurken aus Hors-sol-Gewächshäusern. Zwischen September 2017 und August 2018 ist der Umsatz mit Bio-Lebensmitteln stark angestiegen. 2018 um 13,3 Prozent auf über 3 Milliarden Franken, was 9,9 Prozent des Lebensmittelmarktes in der Schweiz entspricht. Im Gegenzug machte sich bei den Produkten aus der konventionellen Landwirtschaft einen Umsatzrückgang bemerkbar. Im Jahr 2022 lancierte Aldi Suisse das Bio-Label Retour aux sources, welches teilweise über die Anforderungen von Bio Suisse und Demeter Schweiz hinausgeht. Zum Beispiel wird das Bio-Gemüse bei Aldi Suisse nicht mehr mit Schlachtabfällen gedüngt, wie das Unternehmen im Jahr 2023 kommunizierte.

### Medien
Im Februar 2010 wurde in einer Arena-Sendung zu der Eidgenössischen Volksinitiative «Gegen Tierquälerei und für einen besseren Rechtsschutz der Tiere (Tierschutzanwalt-Initiative)» debattiert. Bei der im März 2010 folgenden Abstimmung wurde die Volksinitiative jedoch mit 29,7 % Ja-Stimmen deutlich abgelehnt. Im September 2012 wurde in der Arena über die Zukunft der Landwirtschaft diskutiert. Im Mai 2017 standen in der Arena die Themen Tierrecht und Tierschutz im Mittelpunkt der Diskussion. 2019 berichtete die Fernsehsendung Einstein kritisch zum Thema Pestizide. 2022 nahm die Fernsehsendung SRF DOK die Problematiken des heutigen Pestizid-Zulassungssystems unter die Lupe. Im März 2023 wurde in der Arena über die Neuausrichtung der Agrarpolitik diskutiert.

### Tierschutz
Per 1. Januar 2010 wurde die Kastration ohne Schmerzausschaltung in der Schweineproduktion verboten und die Registrierungpflicht für Geflügelhaltungen eingeführt, welche auch für Hobbyhaltungen gilt. 2011 wurde die Vegane Gesellschaft Schweiz gegründet. Nach einer Übergangsfrist von fünf Jahren, sind Vollspaltenböden im Liegebereich der Rinderproduktion seit 1. September 2013 verboten. Bei der Kalbfleischproduktion ist die Haltung der Kälber auf Spaltenböden komplett verboten. 2016 begann Coop Produkte aus biologisch-dynamischer Landwirtschaft (Demeter) ins Sortiment aufzunehmen, Migros folgte in einigen Filialen 2017. Bei Demeter Schweiz ist u. a. die Enthornung verboten und die Aufzucht männlicher Küken vorgeschrieben. Im Januar 2017 wurde der Verein Animal Rights Switzerland gegründet. Seit dem 1. Februar 2017 muss die Trächtigkeit von Kühen vor dem Weg zur Schlachtung angegeben werden. So soll verhindert werden, dass jedes Jahr etwa 15.000 trächtige Kühe geschlachtet werden. Am 8. August 2017 wurde der Hof eines Tierquälers mit einem grossen Polizeiaufgebot und Unterstützung des Militärs geräumt (siehe Fall Hefenhofen). Nach einer bald zehnjährigen Übergangsfrist ist die Vollspaltenbodenhaltung in der Schweineproduktion seit dem 1. September 2018 verboten. Daraufhin sind viele Bauern aus der Schweineproduktion ausgestiegen. Infolge kam es ab 2019 zu einem sprunghaften Anstieg von Schweinefleischimporten, vor allem aus Deutschland. 2020 wurden bis September insgesamt bereits rund 5300 Tonnen importiert, im ganzen Jahr 2017 waren es erst rund 1000 Tonnen. Im Jahr 2020 wurde die Hofschlachtung und somit auch die Weideschlachtung vom Bund zugelassen. Bei Milchviehausstellungen ist (Stand 2021) Kollodium (max. 8 %) zum Verkleben der Zitzen nach wie vor erlaubt, um einen ungewollten Milchaustritt während einer Show zu verhindern. Dies ist nötig, da die Kühe vor Ausstellungen über eine längere Zeit nicht gemolken werden, um die Euter prallvoll präsentieren zu können. Für die Tiere bedeutet der enorme Innendruck im Euter eine extrem hohe Schmerzbelastung.
Im Juli 2020 startete Agroscope einen Freisetzungsversuch mit Samuraiwespen, um die 2004 erstmals in der Schweiz entdeckte Marmorierte Baumwanze zu bekämpfen.

### Freihandel
Die meisten Freihandelsabkommen der Schweiz wurden im Rahmen der Europäischen Freihandelsassoziation (EFTA) abgeschlossen. 2010 wurden aufgrund der Eurokrise und der Einstellung der Stück-Exportbeiträge noch rund 350 Stück Rindvieh exportiert, statt wie in den Vorjahren zwischen 5000 und 6000 Stück jährlich. 2013 überstiegen die Käseimporte aus der EU diejenigen der Exporte. Wertmässig ein gutes Geschäft für die Käseindustrie. Im März 2014 haben die Schweizer Milchproduzenten (SMP) und andere Milchvermarktungsorganisationen die Exportgesellschaft LactoFama AG mit Sitz in Bern gegründet, mit dem Ziel saisonale Überschüsse zu exportieren. Am 1. Juli 2014 trat das Freihandelsabkommen Schweiz-China in Kraft. 2015 hat die Weltorganisation für Tiergesundheit den Status der Schweiz von „controlled BSE risk“ zu „negligible BSE risk“ geändert, was für die Fleischwirtschaft eine Erleichterung in Bezug auf den Export bedeutet. 2016 wurden 5320 Tonnen Butter exportiert. Seit August 2017 erhöhten sich die Konsumentenpreise für Kochbutter um 10,1 Prozent, während gleichzeitig die Butterproduktion zurückgefahren wurde. Die Wertschöpfung ist in der Käseproduktion grösser als in der Produktion von Butter. 2017 haben Emmi und Cremo 1633 Tonnen Butter exportiert, am meisten nach Saudi-Arabien, gefolgt von der Türkei und dem Libanon. Wirtschaftlich kann diese Praktik nur betrieben werden, weil sie durch die hohen Butterpreise in der Schweiz quersubventioniert wird. 2020 wurden mehrere Tonnen billige Butter importiert, da die gleichbleibende Milchmenge für die erhöhte Käseproduktion eingesetzt wurde. Dieses Import-Export-Geschäft wird von der Milchindustrie, Handel und Politik auch 2021 weiter verfolgt. Am 1. Januar 2019 sind die Exportsubventionen für bestimmte Agrargrundstoffe in verarbeiteten Landwirtschaftsprodukten aufgehoben worden (Schoggigesetz). Anstelle der Exportsubventionen werden seit 2019 Getreidezulagen an die Getreideproduzenten ausbezahlt. Im gleichen Jahr wurde in Bern das Kompetenzzentrum Plattform Agrarexport gegründet. Die Gründungsmitglieder sind die Centravo Holding AG, Fromarte, Proviande, Switzerland Cheese Marketing und die Vereinigung der Schweizerischen Milchindustrie (VMI). Da genügend Unterschriften gegen das Freihandelsabkommen mit Indonesien gesammelt werden konnten, kam es am 7. März 2021 zur ersten Abstimmung über ein Freihandelsabkommen in der Schweiz überhaupt. Die Stimmberechtigten haben sich schließlich für den Freihandel entschieden. Die Schweiz ist weiterhin bestrebt, Freihandelsabkommen auszuhandeln und bestehende zu modernisieren, damit der Export von Agrarprodukten (Käse und andere Milchprodukte, Trockenfleisch, Getränke, Schokolade und Zuckerwaren) besser ausgeschöpft werden kann. Die Agrarstatistiken einiger Handelspartner sind online verfügbar.

### Veredelungsverkehr
Durch den aktiven Veredelungsverkehr wird z. B. Milch importiert, welche in der Schweiz zu Käse für den Export verarbeitet wird. Oder es wird Butter importiert, um ihn in verarbeiteter Form als Schmelzkäse wieder zu exportieren. Alleine Emmi hat 2020 zu diesem Zweck bereits über 100 Tonnen Butter importiert. Für Importe des aktiven Veredelungsverkehrs muss bei der Eidgenössischen Zollverwaltung ein Gesuch eingereicht werden. Falls eine Einfuhr bewilligt wird, entfällt die Zollabgabe auf dem importierten Rohstoff, bei der Milch 76 Rappen pro Liter. Eine Befreiung von der Mehrwertsteuer ist ebenfalls möglich.
Hingegen wird beim passiven Veredelungsverkehr ein Rohstoff exportiert und in verarbeiteter Form wieder importiert. Da wird u. a. Rahm exportiert und als Dosenrahm wieder importiert. Oder Schweizer Äpfel werden im Ausland zu Apfelmus verarbeitet. Seit der neuen Swissness-Regelung, dürfen solche Rahmdosen seit Anfang 2017 nicht mehr mit dem Schweizerkreuz ausgezeichnet werden.
Gegen den aktiven Veredelungsverkehr kämpft u. a. SVP-Ständerat und Präsident des Verbandes Schweizer Gemüseproduzenten (VSGP) Werner Salzmann. Er möchte mit einer Motion erreichen, dass Milch grundsätzlich nicht für den Veredelungsverkehr zur Käseproduktion eingeführt werden darf. Sein Vorhaben wird u. a. von den Vereinigten Milchbauern Mitte-Ost (VMMO), eine der regionalen Mitgliedsorganisationen der Schweizer Milchproduzenten (SMP), unterstützt.

### Emissionen
Im Jahr 2016 lag der Anteil der Landwirtschaft an den gesamten anthropogenen Treibhausgasemissionen der Schweiz bei 12,4 Prozent. Um das SGD-Ziel 2 zu erreichen, müssen diese Emissionen weiterhin reduziert werden. Um eine klimaneutrale Landwirtschaft zu erreichen, arbeitet Bio Suisse mit dem FiBL zusammen. Zwischen 1990 und 2000 sind die Emissionen von Luftschadstoffen aus der Landwirtschaft, auf Grund der rückläufigen Nutztierhaltung, leicht zurückgegangen. Seither sind in etwa konstant geblieben. Die Landwirtschaft trägt noch immer zu rund 93 Prozent der gesamtschweizerischen Ammoniakemissionen bei, fast ausschliesslich durch die Nutztierhaltung. Bei Methan liegt dieser Wert bei über 80 Prozent und bei Lachgas bei ca. 80 Prozent. Infolge gelangt nach wie vor zu viel Stickstoff in den Stickstoffkreislauf und wegen den Phosphoremissionen, auch zu viel Phosphor in den Phosphorkreislauf, wodurch u. a. die Biodiversität geschädigt und der Klimawandel verstärkt wird. Wegen der hohen Umwelteinträge wurde 2009 damit begonnen auch den Greifensee künstlich zu belüften, um ein Fischsterben zu verhindern. Die Stickstoffverluste sind bei der Tierproduktion höher als bei der Pflanzenproduktion. Auch die Auswaschung von Nitraten ins Grundwasser blieben seit 2002 praktisch unverändert.
Die Eidgenössischen Räte haben 2020 einen Absenkpfad für Nährstoffverluste beschlossen, jedoch ohne verbindliche Ziele festzulegen. Die entsprechende Gesetzesänderung wurde am 19. März 2021 beschlossen und die dazugehörige Referendumsfrist läuft am 8. Juli 2021 ab. Auf Grund der hohen Tierbestände im Kanton Luzern – dort leben mehr Schweine als Menschen – begann Agroscope im Februar 2021, in Zusammenarbeit mit verschiedenen Partnern, im Kanton Luzern eine Versuchsstation zum Thema Nährstoffflüsse aufzubauen. Im Jahr 2019 belief sich der gesamtschweizerische Tierbestand über alle Nutztiere hinweg auf rund 1,3 Mio. Grossvieheinheiten. Wo es die Bedingungen zulassen sollte ab dem 1. Januar 2022 ein Schleppschlauch-Obligatorium bei der Ausbringung von Gülle gelten, um die Ammoniakemissionen zu senken. Das Obligatorium wurde dann schliesslich erst auf Anfang 2024 eingeführt. Im Jahr 2021 hatte die Schweiz von allen europäischen Ländern, mit 41,8 kg pro Hektar Land, am drittmeisten Ammoniak ausgebracht, nach den Niederlanden und Belgien. Ab 2023 gelten für 40 Betriebe rund um den Zugersee strengere Vorschriften, da der Phosphor-Grenzwert im Zugersee nach wie vor um etwa das Doppelte überschritten wird.
Mikroplastik
U. a. durch den Einsatz von Mulchfolien gelangen grosse Mengen Mikroplastik in die Böden.

### Pestizide
Eine Studie des Geographischen Instituts und des Oeschger-Zentrums für Klimaforschung zeigt anhand einer Untersuchung des Moossees, dass der Lebensraum von Pflanzen und Tieren im Jahr 2020 so stark durch Pestizide belastet ist wie noch nie. Im selben Jahr waren in der Schweiz 370 Pflanzenschutzwirkstoffe genehmigt und 1630 Pflanzenschutzmittel zugelassen. Von 2012 bis 2019 exportierte die Schweiz mehr als 180 Tonnen Pestizide, welche in der Schweiz nicht oder nicht mehr zugelassen sind. Im Juli 2014 wurde die Anwendung von Ethephon zur Beschleunigung und Synchronisierung der Fruchtreife von Tomaten per sofort verboten, nachdem im Vorjahr Rückstandsüberschreitungen bei Schweizer Tomaten aus konventionellem Anbau festgestellt wurden. Chlorpyrifos wurde im Jahr 2013 zur Bekämpfung des Rapsglanzkäfers neu zugelassen und ab Juli 2020 wegen Umweltbedenken wieder zurückgezogen. Der Verkauf von Chlorpropham, das wichtigste Keimhemmungsmittel für die Lagerung von Industrie-Kartoffeln, ist seit dem 15. August 2020 verboten, bestehende Lagerbestände durften noch bis zum 30. September 2020 verwendet werden.
Per 1. Januar 2022 hat der Bundesrat die Zulassungsstelle für Pflanzenschutzmittel dem Bundesamt für Lebensmittelsicherheit und Veterinärwesen zugeordnet. Bis dahin blieb das Bundesamt für Landwirtschaft zuständig. Das Bundesamt für Umwelt wird die Hauptverantwortung bei der Beurteilung der Risiken von Pflanzenschutzmitteln für die Umwelt übernehmen. Neben den Rückständen in Lebensmitteln ist auch das Trinkwasser in der Schweiz vielerorts mit Pflanzenschutzmitteln belastet. In einigen Gemeinden wurde z. B. der Höchstwert des Pestizids Chlorthalonil (seit 2020 verboten) überschritten. Auch die Herbizide Atrazin (bereits seit 2007 verboten) und Chloridazon konnten vermehrt im Grundwasser nachgewiesen werden. Das Mittelland und das Zürcher Weinland sind durch die intensive Landwirtschaft besonders von den Verunreinigungen betroffen. Wegen zu hohen Rückständen von Chlorthalonil im Grundwasser, müssen heute einige Gemeinden Trinkwasser zukaufen, um das eigene Wasser mit weniger kontaminiertem Wasser verdünnen zu können. Bereits 2014 wurde bei mehr als der Hälfte aller Grundwassermessstellen Rückstände von Pflanzenschutzmitteln nachgewiesen. Bei rund 20 Prozent der Messstellen lagen die Konzentrationen von Pflanzenschutzmittel-Metaboliten über 0,1 µg/l. Von 2014 bis 2017 haben Atrazin, Bentazon und Metolachlor jedes Jahr an mehreren Messstellen den Grenzwert überschritten. Sogar in den Schweizer Alpen werden vereinzelt Herbizide eingesetzt. Ebenso setzt die Forstwirtschaft Pflanzenschutzmittel ein, beispielsweise um Holzpolter vor Käfern und Pilzen zu schützen. Im April 2021 wurde bekannt, dass in den Wäldern des Kantons Zug künftig auf sämtliche Pestizide verzichtet wird. Der Kanton Bern will den Pestizideinsatz bis 2030 um die Hälfte reduzieren, wie er 2023 mitteilte.
Auch Pflanzenschutzmittel, welche auf Kupferverbindungen basieren, bergen ein Risiko für die Umwelt, sind aber trotzdem auch im biologischen Pflanzenschutz zugelassen. In Bezug auf den Gewässerschutz gibt es nur für knapp zwei Dutzend Stoffe Grenzwerte. Keine spezifischen Grenzwerte existieren unter anderem für Deltamethrin, Flufenacet, Foramsulfuron und Lambda-Cyhalothrin, obschon das Bundesamt für Umwelt genau für diese Stoffe welche festlegen wollte. Bei Kontrollen durch Kantonschemiker aus dem Jahr 2023 konnten in elf Prozent der Kulturen Rückstände von verbotenen Pestiziden nachgewiesen werden, u. a. Dimethoat und Epoxiconazol.

### Nischenproduktion
In den letzten Jahren hat z. B. der Anbau von Knoblauch und Ingwer stark zugenommen. Auch Nutzhanf und Spargeln werden heute wieder vermehrt in der Schweiz angebaut. Ein weiteres Nischenprodukt sind Baumnüsse, welche hauptsächlich in Malans verarbeitet werden, sowie Linsen, Kichererbsen und Quinoa. Auch Safran – traditionellerweise nur im Oberwalliser Dorf Mund angebaut – Süsskartoffeln, Cornichons und Braugerste werden wieder vermehrt in der Schweiz angebaut. Auch der Anbau von Tannenbäumen hat in den letzten Jahren zugenommen. Viele Bäume werden aus Dänemark und Deutschland importiert. 2020 verkaufte Coop nur noch Tannenbäume aus Schweizer Anbau. Im Maggiadelta wird seit 1930 und seit 1997 kommerziell Reis angebaut. Auch in der Magadinoebene wird Reis angebaut. Zudem wurden auch auf der Alpennordseite, z. B. in Stetten, erfolgversprechende Versuche durchgeführt. Auch Sojabohnen werden in der Schweiz vermehrt angebaut. Zudem wurde auf der Alpennordseite wieder eine Edelkastanienplantage angesiedelt. 2021 wurde die Knolle der Davids-Lilie als neuartiges, traditionelles Lebensmittel zugelassen. Spätestens 1995 wurde mit dem Anbau von Ginseng begonnen. Seit spätestens 1984 werden in Allaman Kiwis angebaut, 1996 wurden die ersten Wasserbüffel importiert.

### Sonstiges
Am 9. März 2012 wurde die Alpkäserei Urnerboden AG gegründet. 2014 wurde die Kommission Schweizer Rapsöl in den Verein Schweizer Rapsöl (VSR) überführt. 2014 wurde auf rund 21.000 Hektaren Zuckerrüben angebaut, womit der Höchststand beim Zuckerrübenanbau erreicht wurde. 2015 wurde die Interessensgemeinschaft Bio Schweiz (IG Bio) gegründet. Am 6. Mai 2017 wurde in Nuglar der erste Weltacker (2000 m²) der Schweiz eröffnet.
Mit der Volksabstimmung vom 24. September 2017 wurde der Bundesbeschluss über die Ernährungssicherheit angenommen (siehe unten). Der neue Verfassungsartikel 104a unterstützt die Umsetzung der Agenda 2030 in der Schweiz. Im Jahr 2018 (Dürre und Hitze in Europa 2018) erreichten die Futtermittelimporte wieder das Niveau von Mitte der 1970er Jahre.:S. 24 Im Jahr 2019 wurden neue Rekorde in der Geflügelhaltung aufgestellt. Unter anderem wurden zum ersten Mal mehr als eine Milliarde Eier gelegt. Überproduktionen bei den Eiern werden durch Subventionen abgegolten. Dagegen hat die Gesamtmilchproduktion im selben Jahr um mehr als 3 Prozent abgenommen. Biomilch hatte 2019 einen Marktanteil von 13,6 Prozent am gesamten Milchmarkt. Im gleichen Jahr wurde die faire Milch in der Schweiz lanciert. Inzwischen hat selbst der grösste Schweizer Milchverarbeiter Emmi damit begonnen, vegane Milchersatzprodukte herzustellen. 2019 wurden über 370 Mio. Franken Subventionen für die Milchwirtschaft ausbezahlt. Nach dem Übereinkommen über die biologische Vielfalt (Biodiversitätskonvention) hat sich die Schweiz dazu verpflichtet, biodiversitätsschädigende Subventionen (Umweltschädliche Subventionen) bis 2020 anzupassen oder abzuschaffen (Aichi-Ziele). Durch die immer grösseren Traktoren kommt es zu starken Bodenverdichtungen. Gab es 1990 erst 23 Traktoren mit einem Gewicht von über 10 Tonnen, waren es 2019 bereits 4867. Noch extremer sind Rübenroder zur Ernte von Zuckerrüben, welche ein Gewicht von bis zu 60 Tonnen aufweisen können. Seit dem 1. Januar 2020 müssen Schafe und Ziegen in der Tierverkehrsdatenbank registriert und mit zwei Ohrmarken gekennzeichnet werden. Als Marktentlastungsmassnahme hat der Ausschuss des Schweizerischen Getreideproduzentenverbands im September 2020 die Deklassierung von 20‘965 Tonnen Brotweizen zu Futtermittel beschlossen. Nach einer bereits guten Mostapfel-/Mostbirnenernte 2018, gab es davon auch 2020 reichlich. Da der Bund seit 2009 keine Exportsubventionen mehr für Obstsaftkonzentrat ausbezahlt, hat sich der Schweizer Obstverband dieser Aufgabe angenommen. Das Geld dafür kommt aus einem Rückbehalt, den die Bauern entrichten, wenn sie das Mostobst abliefern. Im Gegenzug dafür, erhalten die Bauern eine Abnahmegarantie für das Mostobst. Ebenso wird dies mit Tafelobst gehandhabt. 76 Prozent der Mostäpfel wurden 2020 in der Ostschweiz geerntet. Gesamtschweizerisch lag der Bio-Anteil bei den Mostäpfeln bei 12 Prozent und bei den Mostbirnen bei 22 Prozent. Im September 2022 hat die Holderhof Produkte AG im thurgauischen Sulgen eine Mosterei eröffnet, welche ausschliesslich Direktsaft herstellt und somit auf den Rückbehalt für die Obstsaftkonzentrat-Exporte verzichten kann, ganz im Gegensatz zu den Marktführern Ramseier und Möhl.
Die Schweizer Landwirtschaft ist beim Mineraldünger seit 2018 vollständig auf Importe angewiesen. Damals beendete Lonza ihre Produktion in Visp. Die Düngerimporte stammen hauptsächlich aus Deutschland und den Niederlanden und werden grösstenteils mit Schiffen über den Rhein in den Auhafen Muttenz transportiert. Die Düngerpreise sind infolge der Energiekrise seit 2021 erheblich angestiegen. Das Eidgenössische Departement für Wirtschaft, Bildung und Forschung hat am 20. Dezember 2021 per Verordnung eine Pflichtlagerfreigabe für Düngemittel genehmigt. Die Verordnung trat am 15. Januar 2022 in Kraft. Neben den massiv gestiegenen Preisen für Erdgas, wirkte sich auch der tiefe Wasserstand des Rheins negativ auf die Düngerpreise aus. Auch Futtermittel gelangt u. a. auf diesem Weg in die Schweiz. Dessen Import ist in den letzten Jahren stetig gestiegen, von 2009 bis 2019 um 27 % auf rund 1,2 Mio. Tonnen. 2022 (Dürre und Hitze in Europa 2022) stiegen alleine die Heu-Importe auf 249'000 Tonnen. Von Januar bis September 2018 (Dürre und Hitze in Europa 2018) wurden 179'800 Heu importiert, 2014 in der gleichen Periode rund 140'000 Tonnen und im ganzen Jahr 2017 135'000 Tonnen. Ein weitaus grösserer Anteil bei den Futtermittelimporten fällt hingegen auf das Kraftfutter, wovon besonders die Geflügel- und Schweinefleischproduktion abhängig sind.

## Zur Lage
Im Verlauf des 20. Jahrhunderts hat sich die Schweiz vom Agrarstaat zu einem Industrie- und Dienstleistungsstaat entwickelt. 2017 trug der Primärsektor, zu dem neben der Landwirtschaft auch die Forstwirtschaft und die Fischerei zählen, mit 4,3 Milliarden Franken noch rund 0,7 Prozent zur gesamten Bruttowertschöpfung bei.
Aufgrund der guten Produktionsbedingungen (hochwertige Böden, ausreichend Niederschläge, Verfügbarkeit von Produktionsmitteln – u. a. Kunstdünger aus Russland; hauptsächlich aber aus Deutschland.) ist das Ertragsniveau und die Produktionsintensität hoch im internationalen Vergleich. Der Brutto-Selbstversorgungsgrad lag in den letzten Jahren relativ konstant bei 60 Prozent, rund 40 Prozent der Lebensmittel wurden importiert. Der Netto-Selbstversorgungsgrad (Einberechnung von importierten Futtermitteln) lag 2020 bei 49 Prozent. Die nach dem Zweiten Weltkrieg stark intensivierte Landwirtschaft führte in der Folge zu einem gesteigerten Energieverbrauch der Schweizer Landwirtschaft; rund 1400 Heizöläquivalente werden inzwischen jährlich pro Hektar landwirtschaftlicher Nutzfläche aufgewendet, u. a. bei der Beheizung von Gewächshäusern und Ställen (direkter Verbrauch), als auch beim Import von Futtermitteln (indirekter Verbrauch). Experten fordern inzwischen eine Rückkehr zur Kreislaufwirtschaft. Die Intensivierung der Landwirtschaft hat sich z. B. auch auf das Vogelsterben negativ ausgewirkt; u. a. sind Raubwürger, Wiedehopf und Steinkauz weitgehend oder ganz verschwunden und die Qualität des Trinkwassers wird durch den verbreiteten Einsatz von Pestiziden beeinträchtigt.
In den gebirgigen Regionen dominieren die Viehzucht und Milchwirtschaft. Im Mittelland dagegen liegt der Schwerpunkt beim Getreide- (Gerste, Hafer, Roggen und Weizen), Kartoffel-, Mais-, Zuckerrüben- und zunehmend Rapsanbau. Die bedeutendsten Obstbaugebiete liegen in der West- und Ostschweiz. Nach der Korrektion der Rhone konnte sich im Kanton Wallis der Aprikosenanbau etablieren. In den Kantonen Wallis, Waadt, Neuenburg und Genf, in der Deutschschweiz, in der Drei-Seen-Region sowie in den Kantonen Aargau, Zürich, Schaffhausen, Graubünden und im Tessin wird Weinbau betrieben. 32,8 Prozent der Fläche der Schweiz sind für die Landwirtschaft unproduktive Flächen. Diese setzen sich zusammen aus Gletscher, Fels etc. mit 25,3 Prozent und den Siedlungsflächen mit 7,5 Prozent. Inklusive Alpwirtschaft sind 35,9 Prozent der Fläche landwirtschaftlich nutzbar, 31,3 Prozent sind Wald und Gehölz. Im Jahr 2020 wurden 58 Prozent der landwirtschaftlichen Nutzfläche als Grünland genutzt und 38 Prozent als Ackerland. Die restlichen 4 Prozent wurden u. a. für Rebland und Obstanlagen genutzt. Die Flächennutzung des Ackerlandes teilte sich 2018 u. a. auf in 143'506 ha Getreide (davon 60'253 ha Futtergetreide), 47'003 ha Silo- und Grünmais, 30'133 ha Hackfrüchte (davon 18'578 ha Zuckerrüben), 30'060 ha Ölsaaten, 12'127 ha Freilandgemüse, 5'057 ha Hülsenfrüchte (davon 3'891 ha Futtererbsen) und 359 ha nachwachsende Rohstoffe (davon 187 ha Raps). Zwischen 1979/85 und 2004/09 gingen 295 km² (6,8 %) von den intensiv genutzten Ackerflächen verloren, wovon 43,9 Prozent für neue Siedlungen aufgewendet wurden. Auch die Umwandlung von Äckern in Heimweiden spielt eine wichtige Rolle.
Die ackerfähige Fläche (Fruchtfolgefläche) beträgt 500 Quadratmeter pro Einwohner, was ein Viertel des internationalen Durchschnitts von 2000m² darstellt. Im Jahr 2022 lag die Schweiz beim globalen Ernährungssicherheitsindex auf Rang 11 von 113. Eine autarke Ernährung wäre in der Schweiz möglich, wenn die Ernährungsgewohnheiten angepasst würden. Dazu müsste die Schweizer Tierproduktion an die lokalen Ökosystemgrenzen angepasst und der Fleischkonsum mindestens halbiert werden.:S. 67 Denn derzeit wird mit 60 Prozent der grösste Teil der Ackerfläche für die Futtermittelproduktion (Kunstwiesen, Mais und Futtergetreide) verwendet. IP-Suisse bewirtschaftet rund 25 Prozent der gesamten landwirtschaftlichen Nutzfläche. Die biologische Landwirtschaft (siehe auch Bio Suisse) kam 2017 auf einen Anteil von über 14 Prozent und generierte rund 12 Prozent des Produktionswerts der gesamten Schweizer Landwirtschaft. Im Jahr 2024 beschäftigten 47'075 registrierte Landwirtschaftsbetriebe 147'900 Personen und bewirtschafteten eine landwirtschaftliche Nutzfläche von insgesamt 1'041'000 Hektaren. Somit setzte sich das Höfesterben weiter fort. Frischgemüse wird von über 3000 Gemüsebaubetrieben produziert, wobei rund 95 Prozent des Schweizer Angebots von rund 1850 Betrieben produziert wird.
Agroscope ist das Kompetenzzentrum der Schweiz für landwirtschaftliche Forschung und soll einen Beitrag für eine nachhaltige Land- und Ernährungswirtschaft sowie eine intakte Umwelt leisten und zur Verbesserung der Lebensqualität in der Schweiz beitragen. Im Hinblick auf das Bevölkerungswachstum und den Folgen der globalen Erwärmung steht die landwirtschaftliche Forschung vor grossen Herausforderungen. Die Agroscope-Forschung für Landwirtschaft, Ernährung und Umwelt wird als Investition in die Nahrungssicherung der Zukunft angesehen.
Es gibt keinen Anbau von gentechnisch veränderten Pflanzen (GVP), ausser zu Forschungszwecken (vgl. Gentechnik in der Schweiz und Mais im Bundeshuus). Als Futter- und Lebensmittel hingegen wurden bestimmte GVP zugelassen. Der Bundesrat möchte aber neue Gentech-Methoden zulassen und inzwischen zeigt sich auch Alois Huber, Vizepräsident des Schweizer Bauernverbands, offen für dieser Forderung.

## Mögliche Zukunft der Landwirtschaft

### Direktvermarktung
Ab Ende des 20. Jh. bekam der Ab-Hof-Verkauf wieder mehr Bedeutung. Seit der Jahrtausendwende ist die landwirtschaftliche Direktvermarktung wieder gewachsen, insbesondere bei den Bio-Betrieben. Setzten im Jahr 2010 erst 12 Prozent der Betriebe auf den Direktverkauf ab Hof, stieg diese Zahl bis ins Jahr 2020 auf 26 Prozent. Angetrieben wird diese Entwicklung u. a. vom Preisdruck, der vom Detailhandel ausgeht. Die Schweizerische Post bietet unterdessen den Versand von regionalen Lebensmitteln an und Hofläden kommen vermehrt auch direkt in die Stadt. So wurde z. B. in der Stadt Freiburg am 16. Dezember 2022 ein Laden eröffnet, wo ausschliesslich lokale Bioprodukte angeboten werden. Der Online-Hofladen Farmy.ch liegt bei den Online-Supermärkten bereits auf Platz drei. Dennoch werden immer noch 70 Prozent des Umsatzes im nationalen Lebensmittelmarkt von Migros und Coop erwirtschaftet, welche beide nach wie vor das globale Ernährungssystem fördern.

#### Solidarische Landwirtschaft
Seit 2006 verbreitet sich die Idee der solidarischen Landwirtschaft. Am 26. März 2008 wurde der Westschweizer Verein FRACP gegründet. Am 21. Februar 2011 wurde der Verband regionale Vertragslandwirtschaft RVL in Altstetten gegründet. Der Genfer SP-Ständerat Carlo Sommaruga reichte am 27. September 2018 eine Motion ein, mit der Aufforderung die Vertragslandwirtschaft zu fördern. Nachdem der Nationalrat die Motion am 16. September 2020 noch angenommen hat, wurde sie am 15. Dezember 2021 durch den Ständerat abgelehnt. Am 23. September 2021 widmete sich die Fernsehsendung SRF DOK dem Thema der solidarischen Landwirtschaft.

### Regenerative Landwirtschaft
Am 21. November 2019 wurde in Aarau der Verein Agricultura Regeneratio gegründet. 2020 wurde in der Sendung Netz Natur die regenerative Landwirtschaft, welche Pestizide und Kunstdünger ablehnt, vorgestellt. Die Darstellung der konventionellen Landwirtschaft in der Sendung passte dem Schweizer Bauernverband nicht. Eine Beschwerde bei der Ombudsstelle der Schweizerischen Radio- und Fernsehgesellschaft erbrachte jedoch, dass kein Verstoss gegen das Radio- und Fernsehgesetz festgestellt werden konnte. Auch die Genom-Editierung und ein gezielter Pestizideinsatz sollen zum Programm der regenerativen Landwirtschaft gehören. Im thurgauischen Herdern soll auf dem angegliederten Gutsbetrieb des Schlosses Herdern, wo jahrzehntelang konventionelle Landwirtschaft betrieben wurde, eine regenerative Landwirtschaft ausprobiert werden.

### Vertikale Landwirtschaft
Mit einer vertikalen Landwirtschaft könne der Einsatz von Pestiziden minimiert werden oder unter Umständen gleich ganz wegfallen. Der Wasserverbrauch soll dabei um 90 Prozent gesenkt werden. Zudem lässt sich die Produktivität um den Faktor 10 bis 15 steigern und die steigende Nachfrage nach regionalen Lebensmittel könnte bedient werden. Ein Projekt für vertikale Landwirtschaft wurde 2020 in Basel, als gemeinsames Projekt der Genossenschaft Migros Basel und Growcer, gebaut. Ein weiteres Projekt von Growcer sollte in Gossau entstehen. 2021 hat Migros jedoch das Pilotprojekt in Basel überraschend eingestellt. In Niederhasli wurde Ende 2021 eine Pilotanlage vom ETH-spin-off Yasai, mit finanzieller Unterstützung durch Fenaco, in Betrieb genommen. Ab Ende Januar 2022 wurde mit dem Verkauf von Basilikum in ausgewählten Coop-Filialen im Raum Zürich, Basel und Luzern begonnen. Im Juni 2024 wurde bekannt, dass die Greenstate AG aus Winterthur, welche in Neuhausen am Rheinfall produziert, die Firma Yasai AG übernimmt. Allerdings haben solche Anlagen einen enormen Energieverbrauch, welcher im Vergleich zur Freilandproduktion bis zu achtzigmal höher ausfällt. Am 23. September 2021 widmete sich die Fernsehsendung Einstein und am 11. April 2024 die Fernsehsendung NZZ Format dem Thema der vertikalen Landwirtschaft.

### Smart Farming
Im Zuge der Digitalisierung in der Landwirtschaft will Agroscope die Wettbewerbsfähigkeit der Schweizer Landwirtschaft durch Einbezug von Smart-Farming-Technologien erhöhen. Laut der landwirtschaftlichen Betriebszählung 2020 des Bundesamtes für Statistik, würden bereits mehr als ein Drittel der Schweizer Landwirtschaftsbetriebe digitale Hilfsmittel einsetzen.

## Volksinitiativen (Auswahl)
- Eidgenössische Volksinitiative «Keine Spekulation mit Nahrungsmitteln!», 2016 abgelehnt
- Bundesbeschluss vom 14. März 2017 über die Ernährungssicherheit (Gegenentwurf zur zurückgezogenen Volksinitiative «Für Ernährungssicherheit»), 2017 wurde mit 78 % Ja der Änderung der Bundesverfassung zugestimmt.[527]
- Eidgenössische Volksinitiative «Für gesunde sowie umweltfreundlich und fair hergestellte Lebensmittel (Fair-Food-Initiative)», 2018 abgelehnt
- Eidgenössische Volksinitiative «Für Ernährungssouveränität. Die Landwirtschaft betrifft uns alle», 2018 abgelehnt
- Eidgenössische Volksinitiative «Für die Würde der landwirtschaftlichen Nutztiere (Hornkuh-Initiative)», 2018 abgelehnt
- Eidgenössische Volksinitiative «Zersiedelung stoppen – für eine nachhaltige Siedlungsentwicklung (Zersiedelungsinitiative)», 2019 abgelehnt
- Eidgenössische Volksinitiative «Für sauberes Trinkwasser und gesunde Nahrung – Keine Subventionen für den Pestizid- und den prophylaktischen Antibiotika-Einsatz», 2021 abgelehnt
- Eidgenössische Volksinitiative «Für eine Schweiz ohne synthetische Pestizide», 2021 abgelehnt
- Eidgenössische Volksinitiative «Keine Massentierhaltung in der Schweiz (Massentierhaltungsinitiative)», 2022 abgelehnt
- Eidgenössische Volksinitiative «Für eine sichere Ernährung – durch Stärkung einer nachhaltigen inländischen Produktion, mehr pflanzliche Lebensmittel und sauberes Trinkwasser (Ernährungsinitiative)», 2024 eingereicht und formell zustande gekommen, Abstimmungstermin noch unbekannt[528][529]

## Persönlichkeiten der schweizerischen Agrarforschung
Ernst August Grete (1848–1919)
Ernst August Grete wurde am 29. September 1848 in Celle (Hannover) geboren. Er widmete sich an der Universität Göttingen dem Studium der klassischen Philologie und wechselte später ins pädagogische Seminar. Nach seinem philologischen Studium wechselte er zu dem wissenschaftlichen Gebiet. 1878 wurde er Leiter der chemischen Untersuchungsstation an der landwirtschaftlichen Abteilung des Eidgenössischen Polytechnikums in Zürich, der ersten Schweizerischen agrikulturchemischen Untersuchungsstation. Dort arbeitete er mehr als 40 Jahre.
Jacob Gujer (1718–1785)
Jacob Gujer war ein einfacher Bauer, der als Kleinjogg ab dem Kazereutihoff, alias "Chlyjogg", wohl der berühmteste Schweizer Bauer wurde. Dies verdankte er dem zürcherischen Stadtarzt Hans Caspar Hirzel, der 1761 ein kleines Buch mit dem Titel die "Wirtschaft eines philosophischen Bauers" herausgab. Chlyjogg wurde 1718 in Wermatswil geboren und bewirtschaftete dort einen ererbten Hof mit neuen, von ihm selbst ausgedachten Methoden. 1769 übernahm er als Pächter die Staatsdomäne Katzenrütti, ganz in der Nähe der damaligen Reckenholz-Höfe. Der Hof umfasste rund 68 Hecktaren Acker- und Wiesland, dazu ein Stück Reben und etwas Laubwald. Chlyjogg setzte die in Wermatswil erprobten Methoden fort. Er erprobte die Anwendung von Gips und begann mit der Stallfütterung, um mehr Hofdünger zu erhalten. Viele berühmte Persönlichkeiten, wie Goethe oder Herzog Karl August von Weimar besuchten den Katzenrüttihof. Auch andere berühmte Zeitgenossen wie Rousseau oder Pestalozzi haben das erfolgreiche Arbeiten Kleinjoggs gewürdigt.
Rudolf Koblet (1904–1983)
Am 13. Februar 1904 wurde Rudolf Koblet in der Mühle Heiterthal, unweit von Kollbrunn im Zürcher Tösstal, geboren. Er besuchte die Industrieschule in Winterthur und begann im Jahre 1923 mit dem Studium an der Abteilung für Landwirtschaft der ETH. 1926 schloss er sein Studium mit dem Diplom als Ingenieur-Agronom ab.
Nach einem Aufenthalt in Frankreich begab er sich nach Kanada, wo er sich auch Spezialkenntnisse als Volontär in der Seed Branch in Ottawa auf dem Gebiete der Samenkontrolle erwarb. 1929 trat er in die Leitung für Samenkontrolle in Oerlikon ein. Mit seiner Arbeit „Über die Keimung von Pinus Strobus unter besonderer Berücksichtigung der Herkunft der Samen“ promovierte er 1932 zum Dr.sc.techn. der ETH. 1943 wurde ihm die Leitung der ganzen Versuchsanstalt übertragen. 1949 übernahm er die Leitung des Institutes für Pflanzenbau an der ETH.
Hermann Müller-Thurgau (1850–1927)
Geboren wurde Hermann Müller-Thurgau in Tägerwilen am Bodensee. Er studierte Naturwissenschaften an der ETH Zürich und promovierte 1874 in Würzburg. Er wurde Leiter des Instituts für Pflanzenphysiologie an der Forschungsanstalt Geisenheim. Ab 1890 war er erster Direktor der Interkantonalen Versuchsanstalt und Schule für Obst-, Wein- und Gartenbau in Wädenswil, der heutigen Forschungsanstalt Agroscope Changins-Wädenswil ACW. In Wädenswil wurde er Pionier auf dem Gebiet der Rebenzüchtung. Er gilt als Vater der Müller-Thurgau-Rebe, die 1882 gekreuzt worden war und die weltweit älteste wissenschaftlich durchgeführte Reben-Neuzüchtung ist. Sie verdrängte alte Sorten wie Elbling und Räuschling und ist die erfolgreichste Rebsorte, die durch Menschen gezielt gezüchtet wurde: Weltweit werden über 41'000 ha angebaut, was fast drei Mal der gesamten Rebfläche der Schweiz entspricht. Die grösste Verbreitung hat sie in Deutschland; in der deutschsprachigen Schweiz ist sie noch heute die wichtigste Weissweinsorte. Lange galt diese Rebsorte als Kreuzung zwischen Riesling und Silvaner. Ein österreichisches Forscherteam hat 1998 aufgrund von molekulargenetischen Untersuchungen herausgefunden, dass es sich bei den Kreuzungspartnern der Sorte nicht um Riesling x Silvaner, sondern um Riesling x Madeleine Royal handelt. Wie diese «Verwechslung» geschehen konnte, hat man nie herausgefunden. Diese Erkenntnis gab dem zweiten Namen der Rebsorte, Müller-Thurgau, neuen Auftrieb.
Rudolf Salzmann (1912–1992)
Rudolf Salzmann wurde am 2. Januar 1912 in Bern geboren. In den Jahren 1930 bis 1933 absolvierte er sein Landwirtschaftsstudium an der ETH. Er betreute die Saatgutbeschaffung im Kriegsernährungsamt unter Friedrich Traugott Wahlen und übernahm dann etwas später eine Stelle in der Eidgenössischen Agrikulturchemischen Anstalt Liebefeld, wo er die pflanzenbaulichen Belange und Probleme der Anstalt bearbeitete. Im Jahre 1944 wurde ihm an der landwirtschaftlichen Versuchsanstalt Oerlikon die Leitung der Sektion «Kartoffelbau» übertragen. Seine Wahl zum Nachfolger von Direktor Koblet erfolgte am 1. November 1951. Damit übernahm er die Verantwortung sowohl für die wissenschaftliche Tätigkeit als auch für die organisatorischen und administrativen Belange. In den folgenden Jahren bis zur Realisierung 1969 war er Planer und Erbauer der Forschungsanstalt Reckenholz.
Friedrich Gottlieb Stebler (1842–1935)
Friedrich Gottlieb Stebler wurde am 11. August in Safneren, im bernischen Seeland, als Sohn eines Landwirtes geboren. 1870 trat er in die landwirtschaftliche Schule Rütti ein. 1875 schloss er sein Studium als Doktor der Philosophie an die Universität Leipzig ab. Später gründete er eine private Samenkontrollstation im Mattenhof in Bern. 1876 siedelte er nach Zürich, um sich an der landwirtschaftlichen Abteilung des Polytechnikums zu habilitieren. Unter Steblers Leitung entwickelte sich die Samenkontrollstation auch für den internationalen Samenhandel zu einer anerkannt führenden Anstalt. Stebler leitete als Erster zahlreiche Futterbaukurse in allen Landesteilen. 1889 bis 1916 leitete er die Redaktion der schweizerischen landwirtschaftlichen Zeitung Die Grüne. Am 3. Juni 1903 wurde er zum Ehrenmitglied der Royal Highland and Agricultural Society of Scotland in Edinburgh ernannt. In seinen späteren Jahren befasste er sich mit Volkskunde.
Albert Volkart (1873–1951)
Albert Volkart wurde im Jahr 1873 in Zürich geboren. 1891 begann er sein Studium an der landwirtschaftlichen Abteilung des Polytechnikums. Nach der Diplomprüfung im Jahr 1894 trat er als Assistent von Friedrich Gottlieb Stebler in diese Anstalt ein, wo er, später als Adjunkt und Vorstand, während 35 Jahren wirken sollte. Volkart befasste sich intensiv mit Fragen des Pflanzenschutzes. Im Jahre 1917 wurde Volkart an Stelle des zurückgetretenen Friedrich Gottlieb Stebler Vorstand der Samenuntersuchungs- und Versuchsanstalt, und drei Jahre später wurde er der erste Leiter der Schweizerischen landwirtschaftlichen Versuchsanstalt Zürich-Oerlikon. 1925 übernahm er den Lehrstuhl für Pflanzenbau an der ETH und gilt seit diesen Jahren als Pionier des schweizerischen Ackerbaues.
Friedrich Traugott Wahlen (1899–1985)
Der Name Friedrich Traugott Wahlen wird in der Schweiz eng verbunden mit der "Anbauschlacht" im Zweiten Weltkrieg. Wahlen wurde im Jahr 1899 in Gmeis bei Mirchel im Emmental geboren. Als Kleinkind wollte er unbedingt Bauer werden. 1917 begann er sein Landwirtschaftsstudium am Polytechnikum in Zürich. Im Folgenden war er 1929–1943 Vorstand der Eidgenössischen landwirtschaftlichen Versuchsanstalt Zürich-Oerlikon, danach bis 1949 Professor für Pflanzenbau an der landwirtschaftlichen Abteilung der ETH. Während dieser Zeit war er 1938–1945 im Eidgenössischen Kriegsernährungsamt tätig. 1942–1949 war er zudem als Ständerat des Kantons Zürich gewählt.
1949 folgte er einem Ruf der FAO (Food and Agricultural Organization), zuerst nach Washington und dann, 1951, nach Rom, wo er als Direktor der Abteilung für Landwirtschaft vorstand und 1950 bis 1952 Chef des Technischen Hilfsprogramms war. 1958 wurde er zum stellvertretenden Generaldirektor der FAO ernannt.
Am 11. Dezember 1958 wählte ihn die Bundesversammlung in den Bundesrat, wo er zuerst das Justiz- und Polizeidepartement, später das Volkswirtschaftsdepartement und zuletzt als Aussenminister das Politische Departement führte. Bis 1965 war Wahlen Bundesrat.